# Ejército Guerrillero Popular de Corea
Ejército Guerrillero Popular de Corea o tambien llamadas Fuerzas Guerrilleras Populares de Corea (en coreano: 조선인민유격대) fue una fuerza guerrillera comunista lanzada por el Partido de los Trabajadores de Corea del Sur en 1946 que libraron una guerra de guerrillas en Corea del Sur antes durante y despues de la Guerra de Corea . Se les llamaba comúnmente partisanos, y también se utilizaban términos como ejército del sur o guerrillas comunistas.

## Antecedentes

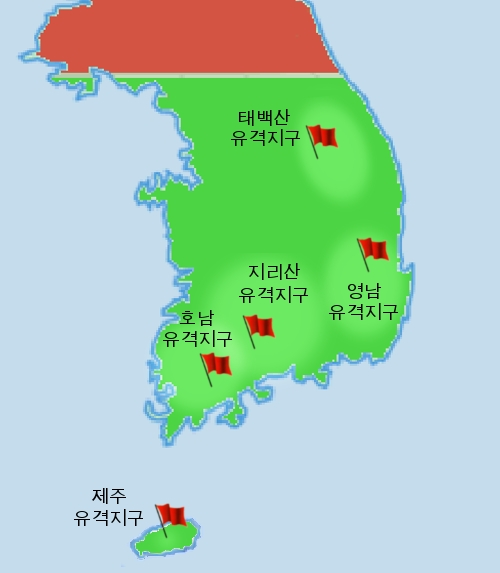
Zona guerrillera formada antes de la Guerra de Corea

### Antecedentes políticos
El Ejército Guerrillero Popular de Corea fue formado por figuras izquierdistas que fueron a las montañas durante los sangrientos disturbios en Daegu de 1946 durante el gobierno militar estadounidense, y que siguieron las ideas violentas del Partido de los Trabajadores de Corea del Sur (abreviado como el Partido Namro) y fueron proscritos.  Algunos de ellos se convirtieron en unidades guerrilleras armadas llamadas Yasan-dae en las áreas de Gokseong-gun y Gurye-gun de Jeollanam -do después del Incidente del 7 de febrero y el Incidente del 3 de abril de Jeju, y algunos de los Yasan-dae fueron absorbidos por unidades guerrilleras convertidas de unidades militares regulares después del Incidente de Yeosu-Suncheon en 1948, y comenzaron actividades guerrilleras a gran escala.
El hecho de que el Cuerpo Yasan, predecesor del Ejército Guerrillero Popular de Corea, se formara en 1946 y estuviera activo hasta el estallido de la Guerra de Corea muestra claramente la naturaleza de guerra civil de la Guerra de Corea .  El Ejército Guerrillero Popular de Corea sirvió como puente entre la Insurrección de Jeju y la Guerra de Corea, Las batallas con la fuerza punitiva se convirtieron en una especie de "pequeña guerra" y formaron el preludio de la Guerra de Corea.

### Formación de las zonas guerrilleras
A medida que los guerrilleros comenzaron a ingresar a las montañas uno tras otro, a partir de 1948 se formaron zonas guerrilleras en varias regiones. Las cinco zonas guerrilleras notables fueron: 
1. Distrito guerrillero de Honam : Zonas llanas de Naju, Yeonggwang-gun, Hampyeong-gun y Jangheung-gun en Jeollanam-do.
2. Zona guerrillera de Jirisan :Una región montañosa en Jeollanam-do, Gyeongsangnam-do y Jeollabuk-do, centrada alrededor de la montaña Jirisan, que conecta la montaña Baekunsan en el sur y la montaña Deogyusan en el norte.
3. Zona guerrillera de Taebaeksan: una zona montañosa en el sur de Gangwon y el norte de Gyeongbuk, centrada alrededor de Taebaeksan y Sobaeksan, el pico Gukmangbong, y que se extiende hasta Andong -gun y Cheongsong-gun al sur.
4. Distrito guerrillero de Yeongnam :Áreas alrededor de Daegu, incluidas Gyeongju-gun, Yeongcheon-gun, Yeongil- gun y Cheongdo-gun en Gyeongbuk, y Yangsan-gun, Ulsan-gun y Dongrae-gun en Gyeongnam .
5. Zona guerrillera de la isla de Jeju :El área alrededor del monte Hallasan en la isla de Jeju se formó después del Insurrección de Jeju .

Entre ellos , la zona guerrillera de Jirisan, con su entorno natural favorable, se convirtió más tarde en la sede del Ejército Guerrillero Popular de Corea.

### Creación del Ejército Guerrillero Popular de Corea
En junio de 1949, cuando el Partido de los Trabajadores de Corea del Sur y el Partido de los Trabajadores de Corea del Norte se fusionaron en el Partido de los Trabajadores de Corea, se lanzó en Pyongyang el Frente Democrático de Reunificación de la Patria (abreviado como Frente de la Patria). La declaración adoptada cuando se lanzó el Frente de la Patria contenía la siguiente declaración insinuando la posibilidad de una lucha guerrillera armada:

Si los reaccionarios persisten y obstruyen el proceso pacífico de reunificación, no podrán escapar del castigo del pueblo coreano. Este podrá eliminar a todos aquellos que obstruyan el progreso del país hacia la reunificación, la democratización y la independencia.

En la conferencia de formación del Frente de la Patria también se presentó un mensaje enviado desde la unidad guerrillera de Jirisan . La formación del Frente de la Patria fue evaluada como una nueva oportunidad para la lucha del 'pueblo patriótico del Sur de Corea' para reunificarr el territorio nacional, y una de las tareas claves fue conectarse con el pueblo de la República de Corea que se había levantado en la lucha contra el gobierno de Syngman Rhee, es decir, las guerrillas.
La República Popular Democrática de Corea estableció el Ejército Guerrillero Popular de Corea en julio de 1949 como una organización capaz de comandar fuerzas guerrilleras como una unidad unificada. La cadena de mando pertenecía a Pak Hon-yong y Lee Seung-yeop del Partido de los Trabajadores de Corea del Sur .

## Actividad

### Antes de la Guerra de Corea

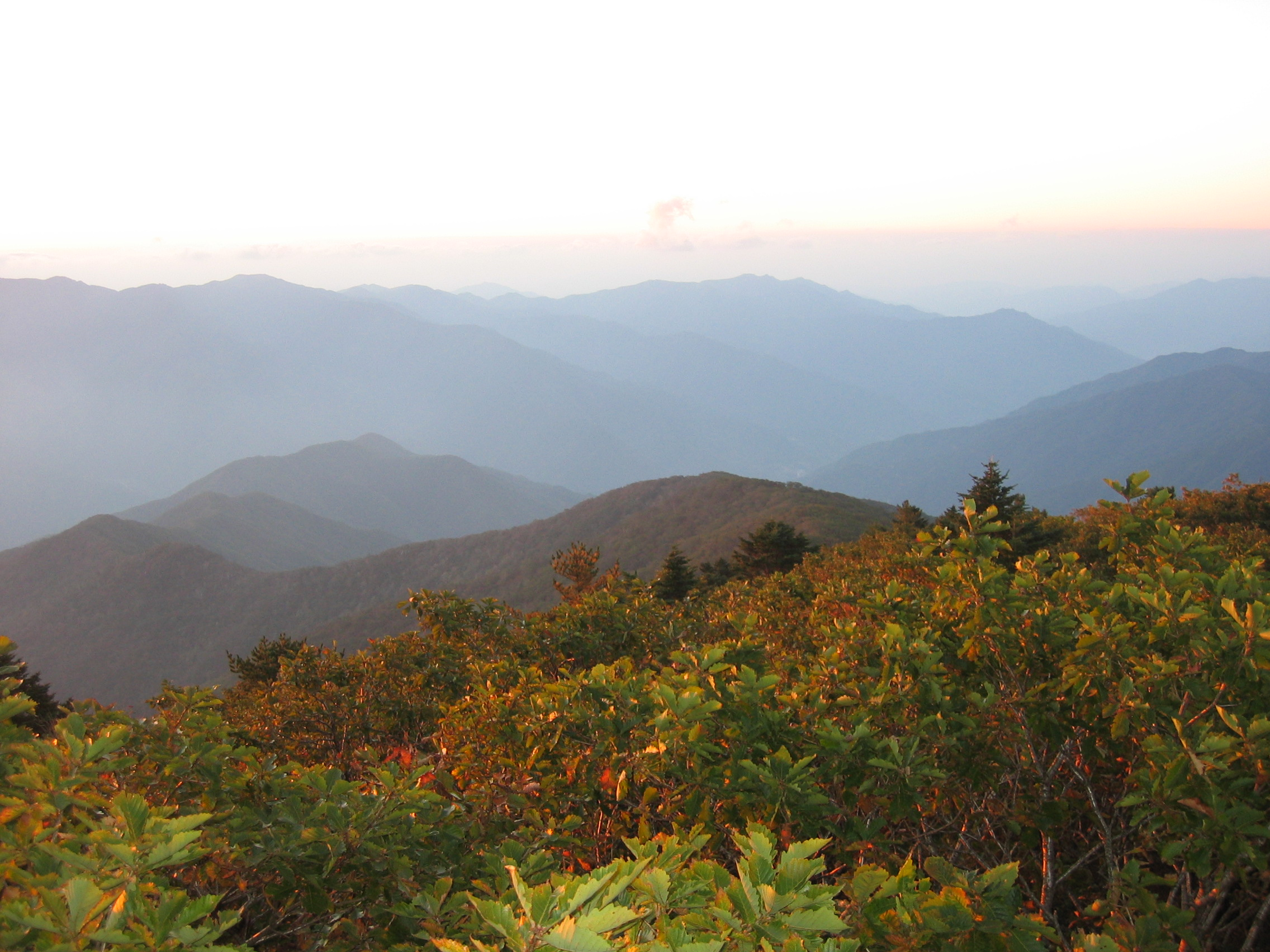
Montaña Jirisan, donde se encontraba el cuartel general del 2º Cuerpo

El Ejercito Guerrillero Popular de Corea, fundado en 1949, se organizó en el 1er Cuerpo a cargo del área de Odaesan, el 2do Cuerpo en el área de la montaña Jiri y el 3er Cuerpo en el área de la montaña Taebaek. El 1er Cuerpo estuvo dirigido por Lee Ho-je, el 2º Cuerpo por Lee Hyeon-sang, y el 3er Cuerpo por Kim Dal-sam y Nam Do-bu.
La República Popular Democrática de Corea envió alrededor de 2.400 partisanos, incluidos aquellos entrenados en la Escuela Política de Kangdong, al Sur en diez grupos a lo largo de un período de aproximadamente un año a partir de 1948 . De ellos, unos 1.700 permanecieron en territorio surcoreano al estallar la Guerra de Corea, pero su poder se vio muy debilitado a principios de la década de 1950 debido al éxito de las operaciones de represión a gran escala llevadas a cabo por el ejército y la policía de Corea del Sur. Fueron absorbidos por el régimen en los territorios ocupados de la República Popular Democrática de Corea durante la Guerra de Corea. 
Un rasgo característico de las actividades de las Fuerzas Guerrilleras Populares de Corea  durante este período fue la audaz ofensiva denominada "ataque a la fortaleza".  Las guerrillas atacaron directamente las grandes ciudades de acuerdo con su estrategia de atacar fortalezas, asaltar comisarías de policía, oficinas gubernamentales, tribunales y trenes. Hubo mucha pérdida de vidas en este proceso. Estas actividades a gran escala, que fueron reveladas al público, impresionaron la presencia del Ejército Guerrillero Popular de Corea y se convirtieron en una carga política para el gobierno de Syngman Rhee de la República de Corea, pero también tuvieron el efecto de exponer el poder militar a través de una lucha total, haciendo más fácil suprimirlos. A medida que el gobierno de Corea del Sur reprimía activamente la ofensiva de Aseong, el Ejército Guerrillero Popular de Corea se fue debilitando gradualmente hasta la Guerra de Corea, que alcanzó su punto máximo con la Ofensiva de Septiembre de 1949.
A los partisanos que estaban activos en las montañas antes de la Guerra de Corea se les llamaba viejos guerrilleros o viejas guerrillas, y a los que estuvieron activos después se les llamaba guerrilleros nuevos o nuevas guerrillas.

El 25 de junio de 1950, estalló la Guerra de Corea con una invasión a gran escala del ejército norcoreano bajo el mando de Kim Il-sung, quien contó con la aprobación de Stalin. Tan solo tres días después, Seúl, capital de Corea del Sur, fue ocupada por el ejército norcoreano . Kim Il- sung, presidente del Ejército Popular de Corea, anunció la misión de las Fuerzas Guerrilleras Populares de Corea a través de un mensaje que comenzaba con "¡A los guerrilleros hombres y mujeres de la mitad sur!" en la noche del 26 de junio, el día después del estallido de la guerra, a través de la Estación Central de Radiodifusión de Corea . En consecuencia, se esperaba que el Ejército Guerrillero Popular de Corea desempeñara un papel importante al ayudar al Ejército Popular de Corea a avanzar hacia el sur reconstruyendo la organización de la guerrilla e instigando un levantamiento popular. 

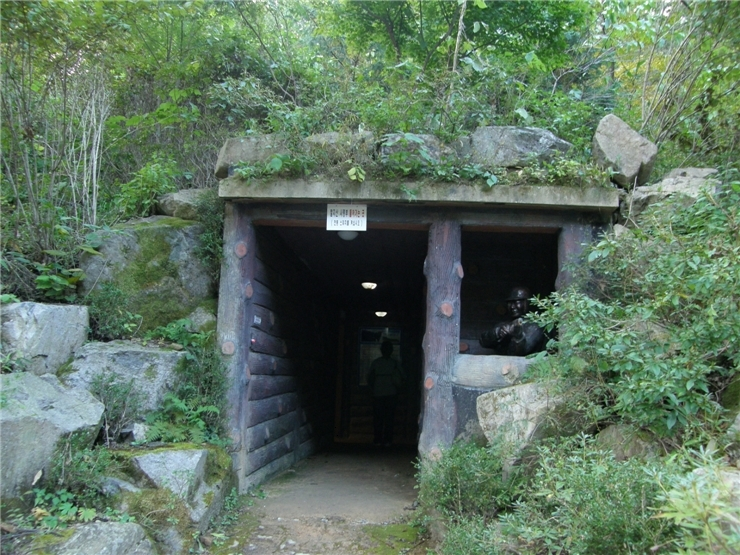
Modelo exterior del escondite de la guerrilla

Al enterarse de la noticia del estallido de la guerra, las fuerzas guerrilleras de cada región entraron en acción, librando batallas con el ejército surcoreano u ocupando aldeas temporalmente. Esto dio lugar a la masacre de miembros de los sindicatos registrado ante el gobierno por parte de los militares y la policía, que estaban preocupados por una revuelta, y a la masacre de familias de militares y policías. En el momento de la fundación del Ejerctio Guerrillero, las unidades guerrilleras que operaban en varios lugares, incluida la unidad Lee Hyeon-sang del área de Jirisan, que formaba el 2º Cuerpo, y las áreas circundantes de Jirisan, la costa oeste de la provincia de Jeolla del Sur y la región de Gyeongsangbuk-do, respondieron simultáneamente al avance hacia el sur del Ejército Popular de Corea. Sus principales actividades se pueden resumir en participar en la restauración de la organización local de Camarillas, luchar en cooperación con el Ejército Popular y participar en la purga de familias militares y policiales y figuras de derecha.
Al comienzo de la guerra, el ejército de Corea del Sur fueron empujado hacia el río Nakdong, pero a medida que el contraataque que comenzó desde el frente del río Nakdong avanzaba rápidamente, la ruta de retirada fue cortada y los izquierdistas locales que estaban a cargo de masacrar a los restos del ejercito de Corea del Sur y las figuras de derecha se fueron a las montañas por temor a represalias y naturalmente formaron grupos guerrilleros. Tras El Desembarco de Incheon el 15 de septiembre, la guerrilla local se reorganizó en una organización clandestina ilegal y a los que permanecieron en territorio surcoreano se les asignó la tarea de llevar a cabo actividades guerrilleras en camarillas clandestinas.
Se estima que el tamaño de la fuerza guerrillera que participaba en el "Segundo Frente" de la Guerra de Corea en ese momento era de alrededor de 80.000 hombres. Sin embargo, algunos regresaron a Corea del Norte y otros fueron aniquilados, dejando alrededor de 25.000 personas a fines de octubre, cuando el ejército surcoreano llegó al río Yalu . De ellos, 15.000 se encontraban en la región de Jeonnam.  Después de la Operación de Desembarco de Incheon, las actividades de las Fuerzas Guerrilleras se centraron principalmente en la formación y las actividades del Ejército del Sur, que amplió la unidad Lee Hyun-sang en Jirisan, y se agregó una guerra de guerrillas esporádica centrada en cada facción regional.

### Fuerzas guerrilleras regionales

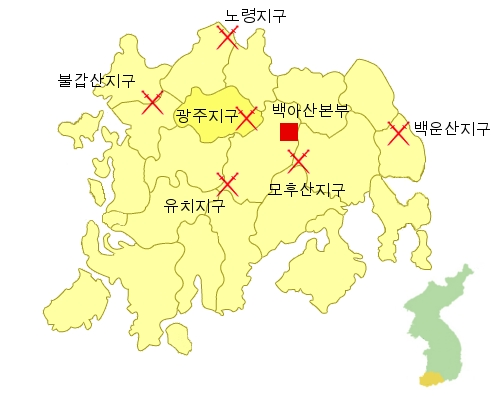
Ubicación del Cuartel General de Jeolla del Sur y 6 distritos

#### Jeolla del Sur
La República Popular Democrática de Corea estableció el Cuartel General de Jeonnam el 5 de octubre de 1950 y le encargó el mando general de las fuerzas guerrilleras en la región de Jeonnam. El jefe del Cuartel General de Jeolla del Sur, que se formó al pie de la montaña Baek-a en el condado de Hwasun, provincia de Jeolla del Sur, fue Park Young-bal, presidente de la gueriilla Provincial de Jeolla del Sur del Partido de los Trabajadores de Corea, y Kim Seon-u, vicepresidente de la guerrilla provincial, fue nombrado comandante en jefe.
El cuartel general de Jeolla del Sur estaba dividido en seis distritos, cada uno con sus sedes en Mudeungsan, Noryeong, Hwakhwasan, Bulgapsan, Mohusan y Baekunsan . Sus principales actividades incluían bloquear las rutas de suministro militar y policial, asaltar comisarías y subestaciones de policía, cortar las redes de comunicaciones, atacar las redes de transporte y asesinar e incendiar a figuras de derecha. En particular, en la región de Jeonnam, hubo muchos lugares donde se formó una organización gobernante que imitaba un sistema artificial, lo que facilitaba la conexión con los civiles . También se llevó a cabo educación política para guerrilleros de diversos niveles educativos y carreras.

#### Gyeongsang del Sur

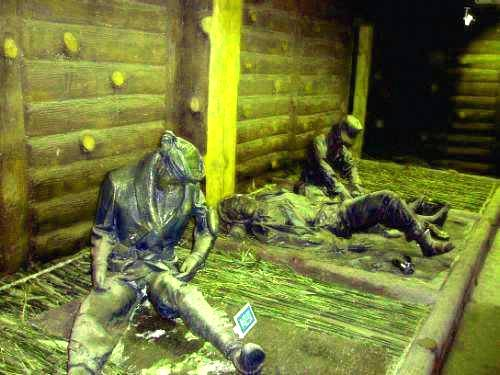
Modelo de la sede del Comando de la guerrilla Provincial de Hoemunsan Jeonbuk

En la región de Gyeongnam, la organización Fuerzas Guerrilleras se formó en Hyucheon-myeon, Hamyang -gun , el 28 de septiembre de 1950. Mientras que antes de la Guerra de Corea, las guerrillas estaban activas en la región oriental del río Nakdong, incluyendo Miryang-gun y Dongnae-gun, bajo el liderazgo de Namdobu, después de la guerra, Jinju-gun, Sancheong-gun y Hamyang-gun en el lado oeste del río Nakdong se convirtieron en sus bases principales. Sin embargo, la organización de Gyeongnam fue completamente destruida en la batalla de Daeseonggol en Jirisan en enero de 1952, y casi no quedan testimonios sobrevivientes. Por esta razón, la investigación ha sido insuficiente en comparación con la organización Honam, y las actividades no han sido restauradas en detalle.

#### Otras áreas
Con el estallido de la Guerra de Corea, en la provincia de Gyeongsangbuk-do, donde estaban estacionadas las tropas de la Provincia del Sur, Park Jong-geun, presidente del Comité Provincial de Gyeongsangbuk-do del Partido de los Trabajadores de Corea, formó la Fuerza Guerrillera del Pueblo Coreano y operó en las montañas Taebaeksan y Ilwolsan . Park Jong- geun se suicidó en febrero de 1952 mientras estaba rodeado por fuerzas punitivas en la montaña Taebaek .  Con la muerte de Park Jong-geun, la fuerza guerrillera Taebaeksan centrada en la guerrilla Provincial de Gyeongbuk se derrumbó, y la Fuerza Guerrillera del Pueblo Coreano pudo mantener su presencia centrada en Jirisan .
En la región de Jeollabuk-do, Bang Jun-pyo, presidente de la sección de Jeollabuk-do del Partido de los Trabajadores de Corea, se convirtió en el comandante y estableció la Fuerza Guerrillera del Pueblo Coreano con su cuartel general en la montaña Hoemun .  Bang Jun-pyo también se suicidó justo antes de ser capturado en Deogyusan en enero de 1954, lo que llevó a la disolución de la organización. En la región de Chungcheongnam-do, Park Woo-hyun, presidente de la guerrilla de Chungcheongnam-do, tomó el mando bajo el seudónimo de Nam Chung-ryeol y dirigió las Fuerzas Guerrilleras Populares de Corea.  La Fuerza Guerrillera de Chungnam inicialmente tenía su cuartel general en la montaña Daedunsan, pero en diciembre de 1950, se trasladó a la zona de Wanju-gun en Jeollabuk -do.

### Ejército del Sur

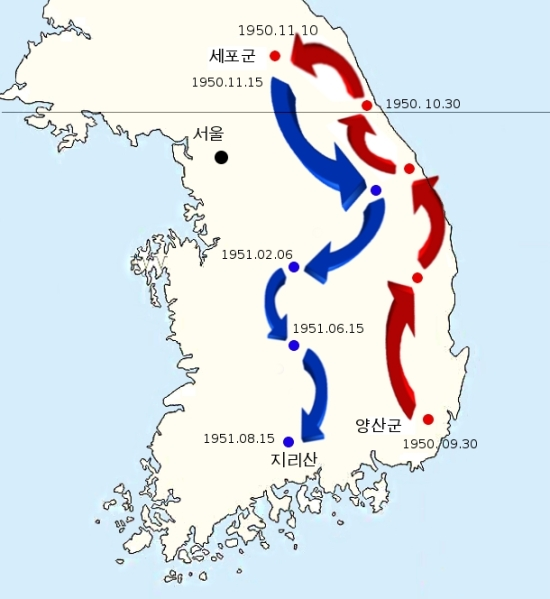
Ruta de movimiento de la unidad de Lee Hyun-sang antes y después de la formación del Ejército del Sur

Incluso antes de la Guerra de Corea, la unidad que Lee Hyun-sang comandaba en Jirisan tenía muchas personas involucradas en la Rebelión de Yeosu-Suncheon, por lo que estaba equipada con equipo y habilidades de combate relativamente actualizados. Después de la Operación Desembarco de Incheon, Lee Hyun-sang se retiró a Gangwon-do, y después de que el ejército chino entrara en la guerra, se reunió con Lee Seung-yeop en Gangwon-do y se le concedió una mayor autoridad. Posteriormente reorganizaron sus filas y comenzaron a moverse hacia el sur bajo el nuevo nombre de 4ª Zona Independiente de las Fuerzas Guerrilleras Populares de Corea de Corea. Durante el avance hacia el sur, la unidad se expandió al aceptar reclutas locales además de los miembros existentes, y se volvió lo suficientemente grande como para formar una división de la victoria, una zona revolucionaria, una brigada popular y una unidad directamente bajo el mando de la 4ª Zona Independiente. 
La Cuarta Zona Independiente partió de Sepo- gun, Gangwo- ndo, el 15 de noviembre y se dirigió al sur, llegando al monte Jirisan unos nueve meses después. A partir de diciembre, se le denominó Fuerza Guerrillera del Pueblo Surcoreano o Ejército del Sur . Mientras descendían de las montañas Sobaek, se detuvieron en un pueblo de montaña llamado Galpyeong en Boeun-gun, Chungcheongbuk- do, y en la mañana del 26 de mayo de 1951, atacaron Cheongju-si y demostraron su poder liberando a prisioneros izquierdistas. Durante la Guerra de Corea, la única vez que las Fuerzas Guerrilleras Populares de Corea ocuparon temporalmente una capital provincial fue cuando el Ejército del Sur ocupó Cheongju, Chungcheongbuk -do. 
Después del ataque a Cheongju, el Ejército del Sur se dividió en dos grupos, luego se reunió en el monte Gibak y se ocultó en el monte Deogyu. En julio de 1951, se celebró en Deogyusan una reunión de los jefes de los seis comités provinciales de las guerrillas de Jeollanam-do, Jeollabuk-do, Gyeongsangnam-do y Chungcheongbuk-do. Aquí se tomó una decisión importante: organizar las Fuerzas Guerrilleras Populares de Corea en todo el territorio de la República de Corea, excluyendo las secciones provinciales de Jeonnam y Gyeongbuk, y colocarlas bajo el mando del Ejército del Sur con Jirisan como base.  Lee Hyeon-sang, quien asumió el puesto de comandante del Ejército del Sur bajo el seudónimo de Ro Myeong-seon, dirigió la fuerza principal hacia Jirisan
La Fuerza Guerrillera Popular de Corea integrada se reorganizó en divisiones: la provincia de Chungcheong del Sur se organizó en la 68.ª División, la provincia de Jeolla del Norte en la 45.ª División, la provincia de Jeolla del Sur en las divisiones 46 y 53, la provincia de Gyeongsang del Sur en la 57.ª División, y el ejército del sur en las divisiones 81, 92 y 602. Cada división también publicó un periódico del campamento mimeografiado bajo el título “Camino a la Victoria”.  La organización divisional del Ejército del Sur fue una estrategia para elevar las actividades guerrilleras a un nivel similar al de la guerra regular mediante la realización de ataques frontales a gran escala, como en el caso de la captura de Cheongju, pero la renuencia de Kim Il-sung a apoyar condujo a un debilitamiento de las capacidades a largo plazo.

### Después del armisticio de la Guerra de Corea
El 27 de julio de 1953 se firmó el Acuerdo de Armisticio de la Guerra de Corea . En ese momento, el Ejército Guerrillero Popular de Corea continuó sus actividades en el territorio de la República de Corea definido como la zona no liberada según la Decisión No. 94 de agosto de 1951 del Comité Político del Partido del Trabajo de Corea titulada "Sobre el trabajo y la organización de nuestra guerrilla en la zona no liberada" y la Decisión No. 111 de febrero de 1952 titulada "Sobre el fortalecimiento adicional del trabajo de nuestra guerrilla en la zona no liberada 

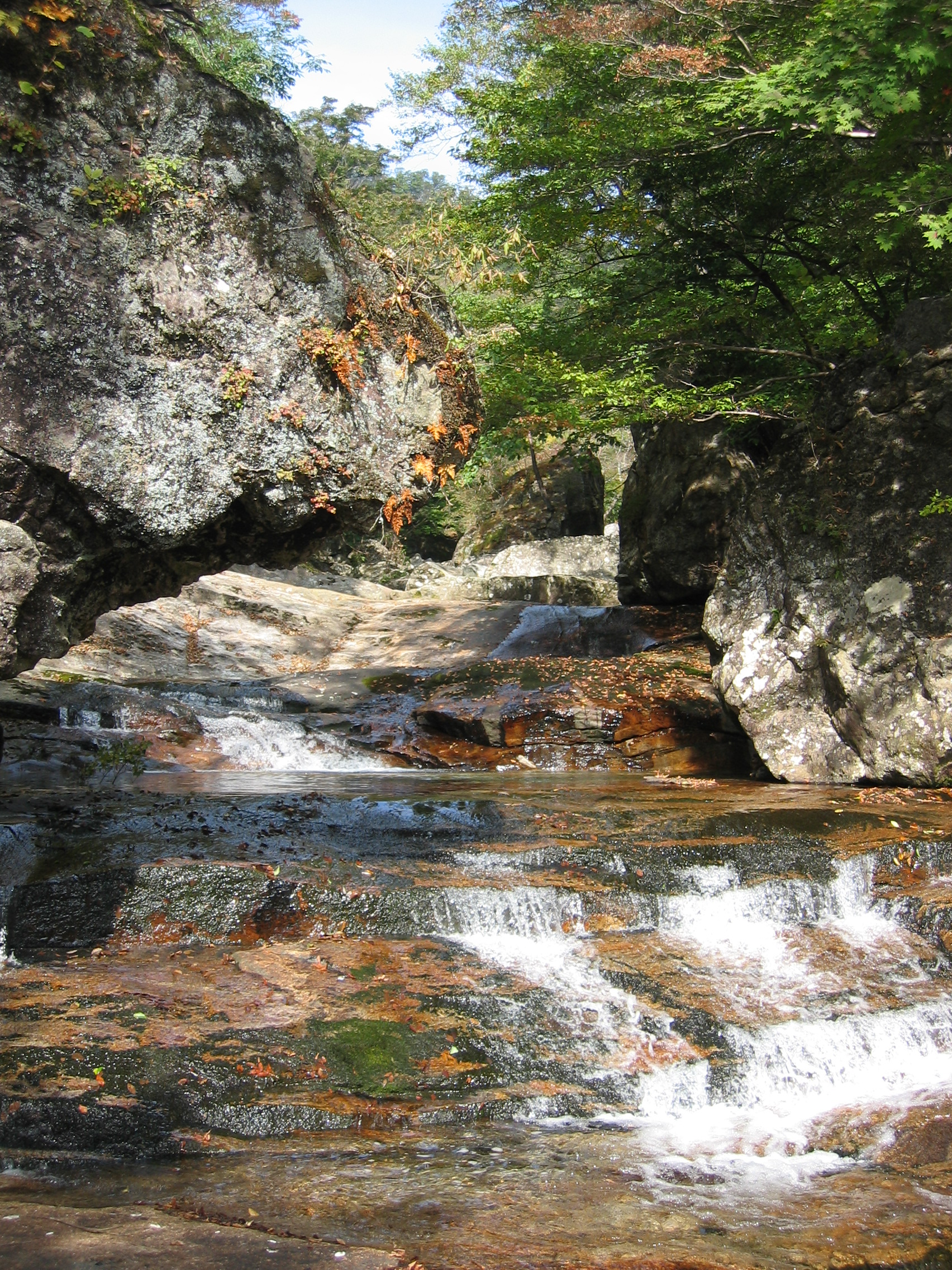
Valle de Jirisan

Sin embargo, no pudieron conseguir suficiente fuerza física para contrarrestar la ofensiva de la fuerza punitiva, y como el sentimiento público se había alejado debido a la masacre de civiles, sobrevivieron evitando y sacudiéndose la fuerza punitiva y esperando apoyo. En ese momento, las áreas donde las guerrillas estaban activas incluían, además de Jirisan, los distritos de Hoemunsan , Unjangsan, Baekunsan y Deogyusan bajo la guerrilla Provincial de Jeonbuk, el distrito de Sokrisan de la guerrilla del Distrito 3 en las provincias de Chungcheong del Sur y del Norte, y el distrito de Sinbulsan de la guerrilla del Distrito 4 en las provincias de Gyeongsang del Sur y del Norte al este del río Nakdong .
En esta situación, el acuerdo de armisticio se firmó sin ninguna mención del estatus de las Fuerzas Guerrilleras Populares de Corea, lo que significó que Kim Il-sung había abandonado las Fuerzas Guerrilleras Populares de Corea, y esto resultó en la pérdida de la fuerza impulsora para cambiar el rumbo de la guerra. En particular, el 3 de agosto, apenas una semana después de la firma del acuerdo, Pak Hon-yong, que había sido detenido, fue arrestado formalmente en Pyongyang como parte de la purga de Kim Il-sung a sus oponentes, y poco después, se anunciaron los resultados del juicio a los cuadros del Partido de los trabajadores de Corea del Sur que habían formado el liderazgo del Ejército Guerrillero Popular de Corea, incluidos Lee Seung-yeop y Bae Chol.  Fueron condenados y ejecutados acusados de infiltrarse en el país como espías bajo la dirección de Estados Unidos y de conspirar para derrocar al gobierno.
Incluso en esta situación, el Ejército Guerrillero Popular de Corea, sin saber que había sido abandonado por Kim Il-sung, reorganizó completamente su organización tras los resultados de la purga de Pak Hon-yong y Lee Seung-yeop . El 26 de agosto de 1953, la guerrilla del 5º Distrito, que sirvió como cuartel general final del Ejército Guerrillero Popular de Corea, celebró una reunión en Bitjeomgol en Jirisan y adoptó la Decisión Nº 9. El contenido de la decisión fue apoyar la purga de Park Heon-yeong y Lee Seung-yeop, al tiempo que señalaba los errores tácticos que llevaron a la aniquilación de la fuerza guerrillera de Gyeongnam. El 5 de septiembre, la guerrilla adoptó la Decisión Nº 10 de disolverse, y Lee Hyeon-sang fue degradado a miembro de base.
Tras la disolución de la organización de la guerrilla del 5º Distrito y la muerte de Lee Hyun- sang, el comandante de facto del Ejército Guerrillero Popular de Corea, los guerrilleros que permanecieron en Jirisan perdieron gran parte de su voluntad de luchar y, el gobierno surcoreano, continuao las operaciones de represión a gran escala, lo que los puso en una situación difícil. Aunque los cuadros y miembros sobrevivientes continuaron con sus actividades en pequeña escala, la guerra de guerrillas a escala organizada se volvió imposible.

## Organización y composición
Es difícil comprender la organización y composición del Ejército Guerrillero Popular de Corea en un sentido general porque experimentó muchos cambios en un corto período de tiempo en la situación extrema de una guerra total. Por lo tanto se divide y analiza por periodos.

### personal
Se estima que el número de personas que participaron en el Ejército Guerrillero Popular de Corea fue al menos de decenas de miles, pero existen contradicciones en la información proporcionada, por lo que esta es un área que requiere más investigación. Por ejemplo, incluso en los mismos datos del Ministerio de Defensa Nacional de la República de Corea, hay una enorme diferencia en el número de miembros de la Fuerza Guerrillera Popular de Corea del Norte que permanecen en las montañas para ser reprimidos, y en el número de órdenes de magnitud al anunciar los logros después de matarlos. La tabla anterior muestra el cambio en el número de participantes en el Ejército Guerrillero Popular de Corea, reconstruido en base a los objetivos de represión estimados por el Ministerio de Defensa Nacional.
El 12 de noviembre de 1963, los dos últimos hombres restantes fueron asesinados, la mujer fue capturada y los restos del Ejército Guerrillero Popular de Corea fueron oficialmente aniquilados.
La película "Black Water Ship", protagonizada por Ahn Sung-ki y Lee Mi-yeon, está basada en la novela "El último testigo" y parece presentar al último guerrillero masculino asesinado y a la última combatiente femenina capturada como sus personajes principales.  .

### Composición de los Sobrevivientes
Los testimonios de los sobrevivientes sólo brindan una idea de los orígenes de algunos de los líderes, y es imposible rastrear sistemáticamente los antecedentes de los miembros generales. Sin embargo, hay algunos resultados restaurados del análisis de la clase y el rango de las personas que entraron a la montaña a través de las Fuerzas Guerrilleras Populares bajo la guerrilla local en Gyeongsangnam -do e Incheon y la unidad comandada por Kim Ji- hoe en el incidente de Yeosu-Suncheon . 
- Género, edad y nivel educativo

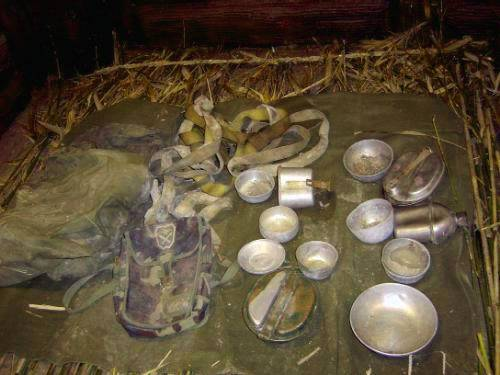
Artículos utilizados por las guerrillas

La proporción de mujeres entre todos los guerrilleros oscilaba entre el 3 y el 11 por ciento. Dado que estos datos se recopilaron excluyendo a los no combatientes, el número de agentes femeninas no es pequeño. El grupo de edad más numeroso fue el de aquellos de entre 20 y 30 años, y más de la mitad de los encuestados tenían entre 30 y 39 años. La unidad de Kim Ji-hoe también incluía un 15% de guerrilleros adolescentes. Por nivel educativo, el analfabetismo era poco frecuente y los graduados de la escuela primaria eran los más comunes. Era extremadamente raro que alguien se graduara de un colegio universitario o de un nivel superior. Más del 20% de la unidad de Kim Ji-hoe tenía diploma de secundaria o superior.
- Origen

El Ejército Guerrillero Popular de Corea estaba formado en su inmensa mayoría por personas de familias campesinas pobres . En las tres unidades encuestadas, hasta el 80 por ciento de los guerrilleros nacieron en familias campesinas pobres. La segunda proporción más alta provenía de familias de clase trabajadora . Era casi imposible encontrar agricultores de clase media o ricos. Los propios guerrilleros, y no sus familias, también eran en su mayoría campesinos y trabajadores pobres. Sin embargo, la fuerza guerrillera formada bajo la guerrilla de la Ciudad de Incheon tenía una alta proporción de trabajadores debido a las características regionales de la industria desarrollada, y aquellos de origen obrero superaban a aquellos de origen campesino pobre. Aproximadamente el 26% de la unidad de Kim Ji-hoe eran estudiantes.
Este análisis lleva a la conclusión de que el Ejército Guerrillero Popular de Corea estaba organizado en torno a hombres de entre 20 y 30 años que eran antiguos campesinos o trabajadores pobres, que provenían del proletariado y tenían niveles de educación relativamente altos. Esto es coherente con el testimonio que a menudo aparece en las memorias de la Guerra de Corea, como, por ejemplo, “Muchas personas con conocimientos en el pueblo sirvieron como miembros del Comité Popular, y la mayoría de los movilizados como agentes de acción para el Ministerio del Interior eran campesinos pobres”.  o, “La mayoría de las personas bien educadas eran comunistas ”. 

### grupos
- Organización fundadora (julio de 1949 - junio de 1950)

La organización inicial estuvo formada principalmente por guerrilleros que se desplazaron hacia el sur a lo largo de las montañas Taebaek, cerca de la montaña Odaesan, y se unieron a la guerrilla local, y Lee Seung-yeop sirvió como comandante en jefe. En el momento de su creación en 1949, la Fuerza Guerrillera Popular de Corea estaba compuesta por el 1.er Cuerpo en Odaesan, el 2.º Cuerpo en la zona de la montaña Jiri y el 3.er Cuerpo en Taebaeksan y a lo largo de la costa este de Gyeongbuk, también conocido como la Brigada del Mar del Este. Entre éstos, el 2º Cuerpo dirigido por Lee Hyeon-sang estaba organizado en cuatro regimientos . Los regimientos 6, 7, 8 y 9 del 2º Cuerpo tenían su base en Jirisan, Baekunsan, Jogyesan y Deogyusan, respectivamente. El sistema de tres cuerpos fue severamente dañado por ataques de fuerza punitiva a finales de 1949 y principios de 1950, y quedó casi ineficaz. 
- La Guerra de Corea y la Organización de la Guerrilla (junio de 1950 - septiembre de 1950)

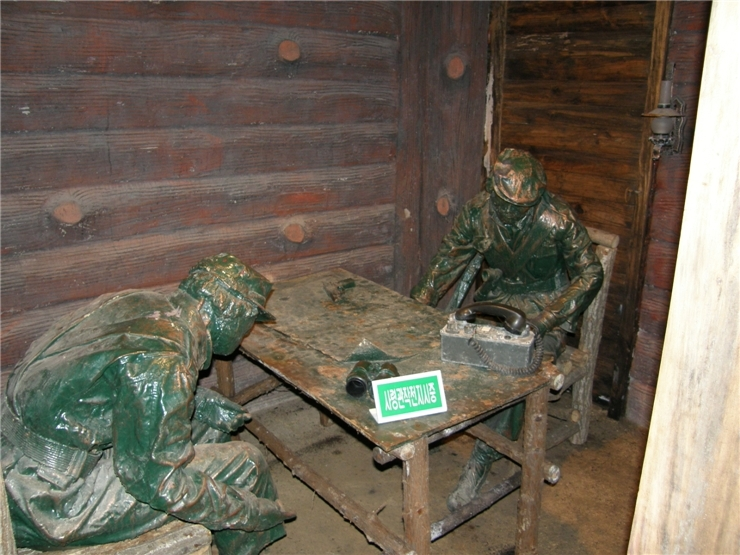
Modelo de Instrucción Operacional del Comando Guerrillero

El Ejército Guerrillero Popular de Corea, cuyo poder combatiente se había debilitado considerablemente, se unió a la reconstrucción de las organizaciones del Partido de los Trabajadores de Corea y del Comité Popular en la zona ocupada por el Ejército Popular inmediatamente después del comienzo de la guerra. Después de que la Operación Desembarco de Incheon en septiembre de 1950 cortara la ruta de retirada, las cuatro provincias meridionales de Jeollanam-do, Jeollabuk-do, Gyeongsangnam-do y Gyeongsangbuk-do organizaron unidades guerrilleras y entraron en las montañas. La Guerrilla Provincial de Jeonnam organizó unidades guerrilleras en la montaña Baekasan, la Guerrilla Provincial de Jeonbuk organizó unidades guerrilleras en la montaña Hoemunsan, el Partido Provincial de Gyeongnam organizó unidades guerrilleras en Hamyang-gun cerca de la montaña Jirisan, y el Partido Provincial de Gyeongbuk organizó unidades guerrilleras en la región montañosa de Gyeongbuk y la región de la costa este, respectivamente, bajo el mando de Park Jong-geun y Namdobu. En ese momento, la organización Fuerzas Guerrilleras Populares de Corea era una organización del partido que había sido trasladada a las montañas. Debido a la urgencia de la situación de guerra, el patrón de actividad varió enormemente de una región a otra.
- Ejército Guerrillero Popular de Corea, Ejército del Sur (septiembre de 1950 - diciembre de 1951)

El Ejército del Sur es el sucesor del 2º Cuerpo dirigido por Lee Hyun-sang, uno de los tres cuerpos activos antes de la Guerra de Corea. Mientras las organizaciones locales Guerrilleras entraban en las montañas una tras otra y transformaban su organización en unidades guerrilleras, Lee Hyeon-sang se retiraba hacia el norte, liderando los restos del 2º Cuerpo.  Cuando llegaron a la parte norte de la provincia de Gangwon en noviembre de 1950, la situación había cambiado debido a la entrada del Ejército Voluntario del Pueblo Chino, y se reorganizaron bajo un nuevo nombre, la 4ª Zona Independiente del Ejército Guerrillero Popular de Corea. La 4ª Región Independiente, con unos 800 miembros, se trasladó nuevamente al sur y estableció una nueva base en Jirisan bajo el nombre de Ejército del Sur, uniendo los capítulos locales restantes excepto los capítulos de Jeonnam y Gyeongbuk. El Ejército del Sur reorganizó los departamentos militares en divisiones y se preparó para la batalla.
- Orden de reorganización de las 8 regiones (enero de 1951)

En enero de 1951, se tomó la decisión de reorganizar las Fuerzas Guerrilleras Populares de Corea atrapadas en territorio surcoreano en ocho unidades guerrilleras con solo una estructura militar en lugar de un sistema de guerrillas.  La Primera Región era la unidad directa de Lee Seung-yeop, dirigida por Kim Eung- bin. Estaba compuesta por ciudadanos de Seúl y la provincia de Gyeonggi. La Guerrilla Provincial de Gyeongbuk se incorporó a la Tercera Región, el Ejército del Sur a la Cuarta Región, La Guerrilla Provincial de Chungnam a la Sexta Región, la Guerrilla de Jeollabuk-do a la Séptima Región y el Guerrilla Provincial de Gyeongnam a la Octava Región. Sin embargo, esta orden llegó a Jirisan en octubre de 1951, cuando ya había perdido su efecto, y en la región sur de Corea del Sur, sólo la Guerrilla Provincial de Gyeongbuk se reorganizó oportunamente de acuerdo con la orden.

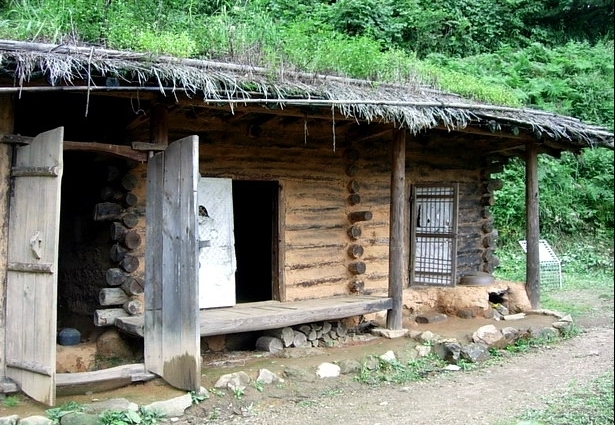
Una maqueta de una casa particular que fue un escondite de la guerrilla.

- Orden para cambiar el sistema guerrillero y reorganizar las unidades (agosto de 1951 - mayo de 1952)

En agosto de 1951, cuando la Guerra de Corea estaba en calma, el Comité Político Central del Partido de los Trabajadores de Corea adoptó la Decisión Nº 94, ordenando que las unidades guerrilleras de cada región se transformaran de organizaciones militares en sistemas de guerrillas de distrito y organizaran el trabajo de la guerrillla. Según esto, las regiones de Gyeongnam, Jeonnam y Jeonbuk al oeste del río Nakdong debían pertenecer a la guerrilla del Distrito 5, y en realidad, las Fuerzas Guerrilleras Populares de Corea sobrevivieron sólo en esta región. Sin embargo, la decisión tardó en llegar a Jirisan y, mientras tanto, las Fuerzas Guerrilleras Populares de Corea en Jirisan sufrieron grandes pérdidas debido a los ataques concentrados de la fuerza punitiva. El Ejército del Sur fue degradado a una cuarta zona independiente en noviembre de 1951. Al no poder conseguir suficiente personal para mantener el sistema divisional, la división se redujo a dos unidades: la Unidad Kim Ji-hoe (antigua 81 División) y la Unidad Park Jong-ha (antigua 92 División), llamada así en honor al comandante fallecido.
- Sistema de Guerrillas del quinto distrito (mayo de 1952 - septiembre de 1953)

La Decisión Nº 94 se dictó con retraso y en mayo de 1952 se formó en Jirisan la Guerrilla del 5º Distrito, tal como lo disponía la decisión. El presidente Lee Hyeon-sang y el vicepresidente Park Yeong-bal fueron elegidos, y el presidente de la Guerrilla Provincial de Jeonbuk, Park Yeong-bal, el vicepresidente de la Guerrilla Provincial de Jeonnam, Kim Seon-woo, el vicepresidente de la Guerrilla Provincial de Gyeongnam, Kim Sam-hong, y el vicepresidente de la Guerrilla Provincial de Jeonbuk, Jo Byeong-ha, formaron el comité organizador.  Estas siete personas fueron el liderazgo final del Ejército Guerrillero Popular de Corea. El sistema de Guerrillas del Quinto Distrito continuó hasta septiembre de 1953, cuando se tomó la decisión de disolver la Guerrilla del distrito para erradicar completamente la influencia y los restos de los traidores tras los incidentes de espionaje de Park Hon-yong y Lee Seung-yeop.

## Disolución

### Proceso de desmantelamiento

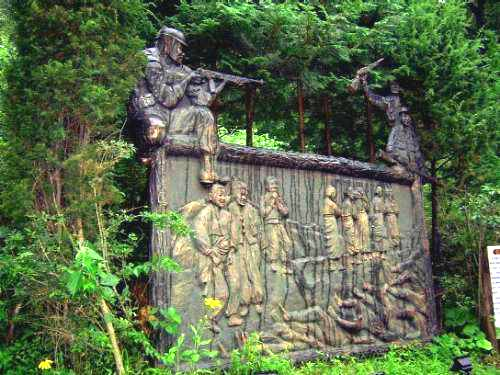
Relieve que representa la batalla de la fuerza punitiva

Las Fuerzas Guerrilleras Populares de Corea en Corea del Sur no fueron reconocidas como fuerzas regulares ni en Corea del Norte ni en Corea del Sur. Kim Il-sung continuó purgando a sus oponentes incluso durante la Guerra de Corea, por lo que no quería que nuevos oponentes entraran en el Norte. Hasta que concluyeron las negociaciones del armisticio, Corea del Norte no dijo ni una palabra sobre reconocer como soldados a las guerrillas comunistas que operaban en Corea del Sur y enviarlas de regreso al Norte. 
Por el contrario, incluso cuando Corea del Sur sugirió que se eliminaran las Fuerzas Guerrilleras Populares de Corea porque eran una molestia, Corea del Norte no respondió en absoluto. En lugar de ello, se limitó a enviar instrucciones por radio a las Fuerzas Guerrilleras del Pueblo para que "bajaran de la montaña, entraran en la ciudad y continuaran con sus actividades subterráneas". Los guerrilleros estaban todos en malas condiciones, lo que les dificultaba descender de la montaña, y la policía estaba al tanto de las identidades de los miembros restantes, por lo que incluso si lograban bajar de la montaña sanos y salvos, no tenían adónde ir. En otras palabras, la orden de bajar de la montaña no era diferente a decirle a los guerrilleros que "murieran lo antes posible", excepto para algunos ejecutivos bien conectados. Tras la muerte de Park Young-bal en enero de 1953, la disolución de la Guerrilla del 5º Distrito en septiembre de 1953, la muerte de Lee Hyun-sang y el suicidio de Bang Jun-pyo en enero de 1954, la Guerrilla perdió la mayor parte de su liderazgo y quedó efectivamente disuelto. El 5 de abril de 1954, cuando el comandante del Comando de Jeolla del Sur, Kim Seon-woo, murió en la montaña Baekun, el Comando de Jeolla del Sur se derrumbó, acercándose a su disolución oficial.
Para entonces, la mayoría de las guerrillas centradas en Jirisan habían sido aniquiladas, y las fuerzas restantes se denominaban «Janbi» (殘匪), que significa «las guerrillas restantes». A partir del 1 de abril de 1955, también se levantaron las restricciones de entrada a Jirisan. Cuando se permitió la entrada de civiles a Jirisan, el número de guerrilleros que quedaban en territorio surcoreano se estimó en 59, y para el 31 de diciembre de 1956, el número había disminuido a 43.
El 12 de noviembre de 1963, al pie del monte Jiri en Sancheong-gun, Gyeongsangnam-do, el "último guerrillero", Lee Hong-i, fue asesinado y Jeong Sun-deok fue capturado, aniquilando por completo a las guerrillas.  Medio año después, a mediados de mayo de 1964, dos espías llamados Ahn Won-do y Kang Woo-hyung fueron encontrados muertos a tiros en una presa en un canal de Goeup, Saengcho-myeon, Sancheong-gun. Alrededor de sus cuerpos se encontraron dos rifles Tipo 38 y una jarra de licor vacía. Estos cuerpos estaban considerablemente descompuestos, y se estimó que la fecha de su fallecimiento fue alrededor de febrero de 1964, tres meses antes. Se presume que habían perdido la esperanza de vida tras huir y vagar, y se habían suicidado bajo los efectos del alcohol. Por lo tanto, Jeong Sun-deok y Lee Hong-i no fueron los "últimos guerrilleros", y con esto, el Ejército Guerrillero Popular de Corea desapareció completamente de la historia. 

### Factores que causaron la desintegración

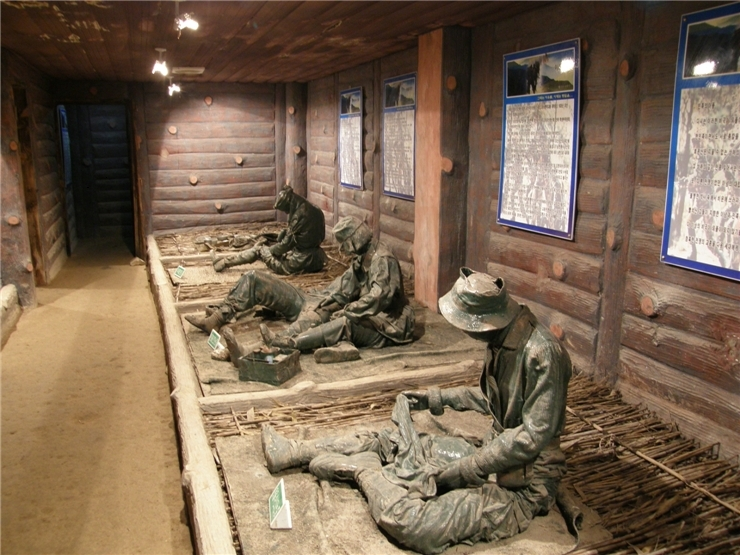
Maqueta del interior de un escondite guerrillero

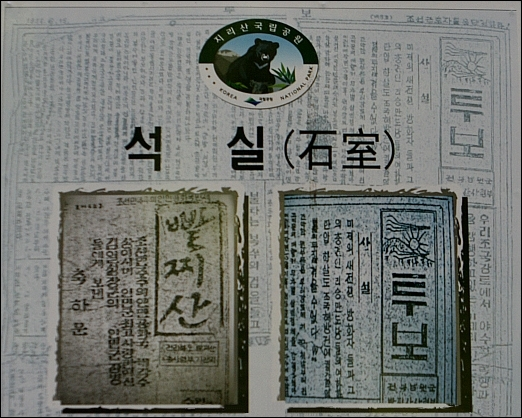
Publicaciones de las Guerrillas Populares de Corea

Los siguientes siete factores se citan como factores que contribuyeron a la disolución del Ejército Guerrillero Popular de Corea. 
1. La efectividad de represión de Corea del Sur Con la firma del acuerdo de armisticio en 1953 y la consolidación del sistema de armisticio, el gobierno surcoreano, incapaz de coexistir con el comunismo, priorizó la aniquilación de la Fuerza Guerrilleras Populares, un factor desestabilizador que perturbaba la retaguardia, y llevó a cabo una activa operación de represión. En esta situación, la destrucción de la fuerza guerrillera, atrapada en un espacio aislado y estrecho, era inevitable.
2. Apoyo estadounidense a la represión  Estados Unidos proporcionó armas y equipo modernos para destruir las Fuerzas Guerrilleras Populares de Corea. Esto se alineaba con la política estadounidense de bloqueo del comunismo, y su actividad se deduce del hecho de que James Van Fleet, comandante del 8.º Ejército de EE. UU., desplegó tropas estadounidenses para reprimir las Fuerzas Guerrilleras Populares de Corea y comandó directamente la operación.[29]
3. Daños por Enfermedades Infecciosas  A partir de la primavera de 1951, las Fuerzas Guerrilleras Populares de Corea se vieron gravemente afectadas por una epidemia llamada "fiebre recurrente", que debilitó drásticamente su capacidad de combate. Fue una experiencia tan dura para las guerrillas que se utilizó el lema "La lucha contra la fiebre recurrente es la lucha por la patria". Se afirma que la propagación de esta enfermedad, que causa síntomas similares a la malaria, fue resultado de un experimento estadounidense con armas biológicas,[30][31] pero tanto el ejército surcoreano como el estadounidense negaron rotundamente tales sospechas.[32]
4. La caída del Partido de los Trabajadores de Corea del Sur  Desde septiembre de 1951, la comunicación fluida entre las guerrillas y el Partido de los Trabajadores de Corea se vio interrumpida. Las directivas de la Guerrilla Central se retrasaban con frecuencia debido a la falta de medios de comunicación, y en algunos casos se entregaban después de que sus efectos caducaban mientras eran entregadas por mensajeros, o se arrestaba a mensajeros que llevaban respuestas al Norte. Como resultado, tenían dificultades para comunicarse entre sí por negocios, y en marzo de 1953, sufrieron un golpe decisivo cuando la facción del Partido de los Trabajadores de Corea del Sur, centrada en Pak Hon-yong, fue eliminada mediante una purga a gran escala.
5. Ayuda a la Unidad de Represión de Desertores  Entre los exguerrilleros arrestados, se formó la denominada Unidad Boara, centrada en los desertores, que apoyaba a la unidad de represión militar y policial surcoreana.[33] Representaban una gran amenaza porque conocían el radio de acción de la guerrilla, incluyendo la ubicación de sus escondites y sus rutas de desplazamiento.
6. Corte de la Ruta de Abastecimiento  El Ejército Guerrillero Popular de Corea tuvo que sobrevivir con su propia ruta de abastecimiento debido a que Kim Il-sung le negó el apoyo. Inicialmente, recibió el apoyo de los residentes que temían represalias, pero a medida que se intensificaba la represión, gradualmente comenzó a robar o a apoderarse de alimentos por la fuerza. A medida que la opinión pública se distanciaba ante la masacre inhumana, la compasión hacia los residentes disminuyó gradualmente y el abastecimiento se volvió cada vez más difícil.
7. Condiciones Naturales Desfavorables  La montaña Jirisan, con sus escarpadas montañas y profundos valles, presentaba hojas caídas desde finales de otoño hasta principios de primavera, lo que dificultaba encontrar un escondite para evitar la mirada de las fuerzas punitivas. Tuvieron que luchar contra el intenso frío del invierno, y cuando la nieve se acumulaba, sus huellas eran claramente visibles. El ejército y la policía surcoreanos intentaron aprovechar esta debilidad aprovechando el invierno como la época óptima para las operaciones punitivas.[34] Las Fuerzas Guerrilleras Populares de Corea sufrieron graves daños en el primer ataque liderado por la División Capital y la 8.ª División, desde el invierno de 1951 hasta la primavera de 1952, y fueron casi completamente aniquiladas por el segundo ataque liderado por la 5.ª División, desde el invierno de 1953 hasta la primavera de 1954.[35]

## Personas y lugares clave

### Personas

#### Fuerzas Guerrilleras Populares de Corea
- Lee Hyun-sang

Lee Hyeon-sang nació en Geumsan -gun, provincia de Chungcheong del Sur en 1905 . Comenzando con el movimiento estudiantil, demostró un liderazgo destacado en el movimiento obrero en la década de 1930, y aunque fue encarcelado cuatro veces durante el período colonial japonés, no se convirtió y preservó la organización del Grupo Comunista de Gyeongseong . Después de la liberación, jugó un papel clave en la formación del Partido de los Trabajadores de Corea del Sur y, después de recibir educación especial en la Academia Política de Kangdong, se trasladó al sur y dirigió una fuerza guerrillera en Jirisan. A medida que la Fuerza Guerrillera del Pueblo Coreano, que se había organizado en varias regiones, se reorganizó alrededor de Jirisan después de la Guerra de Corea, el Ejército del Sur, que originalmente se refería a la unidad de Lee Hyun-sang, pasó a usarse como término para referirse a toda la Fuerza Guerrillera del Pueblo Coreano, convirtiéndolo en una figura legendaria que representaba a las guerrillas. Fue encontrado muerto a tiros en Bitjeomgol, Jirisan, en septiembre de 1953. 
- Kim Seon-woo

Kim Seon-woo, nacido en Boseong -gun, Jeollanam-do, trabajó como funcionario público durante el período colonial japonés y luego se unió al movimiento obrero.  En cuanto a sus funciones oficiales, ocupó los cargos de presidente y vicepresidente de la Guerrilla Provincial de Jeolla del Sur del Partido de los Trabajadores de Corea, pero en la organización militar, estuvo a cargo de la guerra de guerrillas como comandante de la fuerza guerrillera de la provincia de Jeolla del Sur. Esto se debe a que el ex presidente de la Guerrilla de la provincia de Jeolla del Sur, Park Young-bal, fue torturado por la policía japonesa cuando fue arrestado en el pasado y su pierna quedó cojeando. Debido a la mala salud de Park Young-bal y a sus limitaciones físicas que le impedían moverse rápidamente, Kim Seon-woo estuvo principalmente a cargo de las operaciones militares. Kim Seon-woo era un ex guerrillero y tenía una amplia experiencia en la guerra de guerrillas.  Después de las muertes sucesivas de Lee Hyeon-sang y Park Yeong-bal, estaba liderando las últimas fuerzas restantes del Ejército Guerrillero Popular de Corea cuando fue rodeado y asesinado por la fuerza punitiva en su escondite de la montaña Baekun. Kim Seon-woo fue una figura tan importante que algunos incluso consideran que el 5 de abril de 1954, el día de su muerte, fue el día en que se derrumbó el Ejército Guerrillero Popular de Corea.
- Kim Dal-sam

Kim Dal-sam, nativo de Jeju, era yerno de Kang Moon-seok, un famoso activista socialista desde el período colonial japonés, y fue un intelectual que trabajó como profesor en la isla de Jeju. Como jefe de la rama de Jeju del Partido de los Trabajadores de Corea del Sur y jefe del departamento militar, asumió el mando general del Incidente del 3 de abril de Jeju, un levantamiento contra el establecimiento de un gobierno separado a través de la elección general de la Asamblea Constitucional de la República de Corea en 1948. Se dice que fue asesinado antes del estallido de la Guerra de Corea mientras lideraba una fuerza guerrillera en la montaña Taebaek.
- Nam Do-bu

El verdadero nombre de Nam Do-bu es Ha Jun-su, y nació en 1921 en una familia adinerada en Hamyang-gun, Gyeongnam. Mientras asistía a la Universidad de Chuo en Japón, se negó a ser reclutado en el ejército estudiantil de la Guerra del Pacífico y se ocultó en Jirisan, donde fundó la guerrilla Bogwang. Tras su liberación, se unió al Comité de Preparación de la Fundación Nacional de Yeo Un-hyeong.  La guerrilla Bogwang fue sucedida por el Ejército Guerrillero Popular de Corea, y Namdobu se convirtió en un líder guerrillero a la altura de Lee Hyeon-sang. Fue arrestado en Daegu en 1954 y ejecutado al año siguiente. Él es el personaje principal de la novela épica de Lee Byeong-ju, Jirisa
- Pareja Kim Ji-hoe y Jo Gyeong-sun

Kim Ji-hoe lideró una rebelión como teniente en el Ejército de la República de Corea durante el Incidente de Yeosu-Suncheon, luego fue a Jirisan y dirigió una unidad guerrillera llamada Unidad Kim Ji-hoe.  Este incidente, que ocurrió apenas dos meses después del establecimiento del gobierno de la Primera República, tomó el control de la parte oriental de la provincia de Jeolla del Sur en un instante, provocando pánico en el gobierno de Corea del Sur y entrando en una situación típica en la que guerrilleros locales familiarizados con el terreno circundante acosaban a las tropas regulares. Kim Ji-hoe fue encontrado muerto después de la Batalla de Baemsagol en abril de 1949, mientras comandaba la guerra de guerrillas centrada en la montaña Jirisan junto con Hong Sun-seok . La esposa de Kim Ji-hoe, Cho Kyung-soon, una ex enfermera, fue arrestada mientras trabajaba como guerrillera y fue ejecutada en septiembre de ese año por negarse a entregarse.
- Jeong Sun-deok

Jeong Sun-deok, conocido como “el último partisano”, nació en Sancheong-gun, Gyeongsangnam-do en 1933 . En febrero de 1951, cuando tenía 17 años, entró en la montaña Jirisan para encontrar a su marido, que era miembro del Ejército Guerrillero Popular de Corea, y comenzó a trabajar como guerrillera.  En noviembre de 1963, fue capturado con una herida penetrante en la pierna en el valle de Naewon en Jirisan, le amputaron una pierna y estuvo encarcelado durante aproximadamente 23 años hasta su liberación en 1985. 
- Lee In-mo

Nacido en 1917 en el condado de Pungsan, provincia de Hamgyong del Norte, Lee In-mo participó en la Guerra de Corea como corresponsal de guerra del Ejército Popular de Corea. Lo abandonaron durante la guerra y se unió al Ejército Guerrillero Popular de Corea en Jirisan, convirtiéndose en un nuevo guerrillero, pero fue arrestado en 1952. Permaneció como prisionero durante mucho tiempo, no se convirtió y cumplió un total de 34 años.  Debido a que Ri In-mo era un ex miembro del Ejército Popular y fue capturado durante la guerra, hubo fuertes llamados para que fuera tratado como prisionero de guerra y repatriado al Norte. En 1993, el gobierno de Kim Young-sam lo repatrió mediante una visita de larga duración a Corea del Norte. La República Popular Democrática de Corea elogia altamente a Ri In-mo como "la encarnación de la fe y la voluntad" y un ejemplo de guerrillero que sobrevivió y luchó hasta el final.

#### Fuerza de represión militar y policial de Corea del Sur
- Baek Seon-yeop

Baek Seon-yeop nació en la provincia de Pyongan del Sur en 1920 y sirvió como oficial en la Fuerza Especial Gando de Manchuria, reprimiendo a las fuerzas armadas antijaponesas en la región de Manchuria. Después del final de la Guerra del Pacífico, se trasladó a Corea del Sur bajo el gobierno militar de Estados Unidos y fue ascendido nuevamente a oficial del ejército. Mientras se desempeñaba como director de la Oficina de Inteligencia del Cuartel General del Ejército, se le asignó comandar la batalla contra los rebeldes y la purga del ejército después de la Rebelión de Yeosun-Suncheon. Durante la Guerra de Corea, dirigió la 1.ª División y, en 1951, formó el Comando de la Noches Blanca y llevó a cabo con éxito la operación de represión guerrillera armada denominada "Operación Caza Ratas", desintegrando así las fuerzas guerrilleras en Jirisan. Dejó unas memorias que contienen la perspectiva de la fuerza punitiva, que estaba en el extremo opuesto de las Fuerzas Guerrilleras Populares de Corea. 
- Cha Il-hyeok

Cha Il-hyeok nació en 1920 en Seonggye-ri, Geumsan-myeon, Gimje-gun, Jeollabuk-do. Se mudó a China y se graduó del departamento de ciencias políticas de la rama Huangpu de la Academia Militar Central. De 1938 a 1943, se unió al Cuerpo de Voluntarios de Corea para luchar contra el imperialismo japonés y luchó en la guerra de guerrillas antijaponesa con el Octavo Ejército de Ruta. Durante la Guerra de Corea, fue reclutado especialmente por la fuerza policial de Corea del Sur y se convirtió en oficial de policía al mando de una unidad policial para reprimir a las guerrillas armadas. Dirigió la fuerza punitiva como comandante del 2º Regimiento de la Policía de Combate. Hay una evaluación de que mostró su lado humano al incinerar el cuerpo de Lee Hyeon-sang, que no tenía a dónde ir, y rechazar la orden de quemar el Templo Hwaeomsa .  Aunque murió en un accidente en Geumgang en 1958, su hijo, el misionero budista Cha Gil-jin, compiló y publicó las memorias de Cha Il-hyeok en 1990, que ayudaron a restaurar la historia del Ejército Guerrillero Popular de Corea.

### Lugares
Piagol

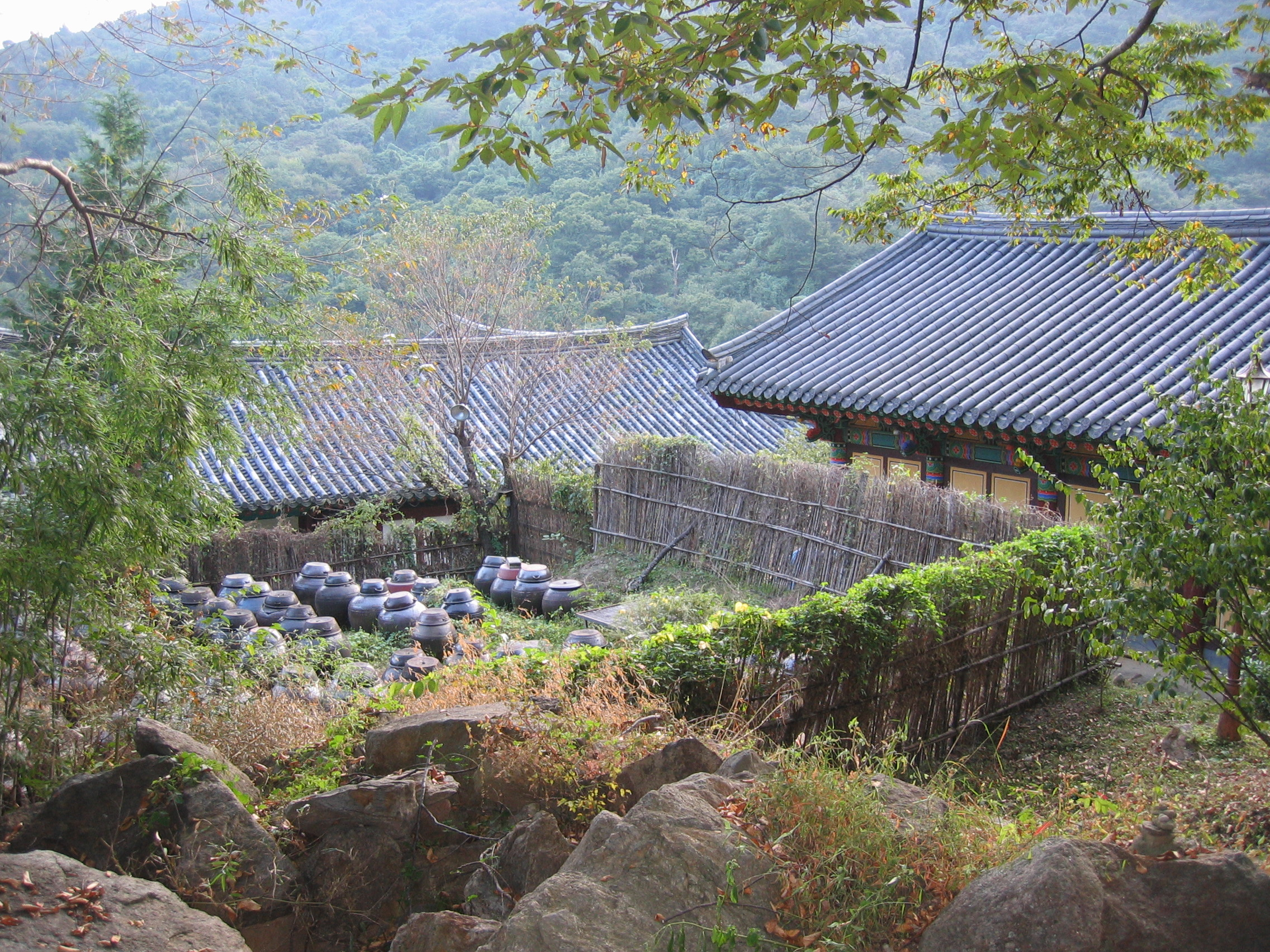
Templo Piagol Yeongoksa

Se encuentra en Gurye-gun, Jeollanam-do. Este es un valle con un hermoso follaje otoñal que se considera una de las ocho vistas panorámicas de Jirisan. Piagol fue el mayor escondite de las Fuerzas Guerrilleras Populares de Corea inmediatamente después de la Guerra de Corea, y fue un lugar donde constantemente se produjeron feroces batallas entre la fuerza punitiva y las guerrillas.  Muchos civiles también fueron masacrados cerca de Piagol. Originalmente, el nombre Piagol provenía de Pibatgol, donde se cultivaba sangre, pero como era un lugar donde se condensaba la tragedia de la historia moderna, también existía una teoría etimológica popular de que el valle se tiñó de rojo con la sangre de los asesinados aquí, y por eso se llamó Piagol.
- Hueso de serpiente

Es un valle en Namwon-si, Jeollabuk-do, en la ladera norte de la montaña Jirisan. A partir del asesinato de Kim Ji-hoe, el cerebro del incidente de Yeosu-Suncheon en abril de 1949, se convirtió en un campo de batalla entre el Ejército Guerrillero Popular de Corea y la fuerza punitiva. Este es el escondite de Park Young-bal, presidente del Comité Provincial de Jeolla del Sur del Partido de los Trabajadores de Corea, y el lugar donde murió mientras estaba rodeado de fuerzas punitivas. Es el lugar de rodaje de la película "Ejército del Sur" sobre las Fuerzas Guerrilleras Populares de Corea, y también hay un salón conmemorativo de guerra. 
- Daeseonggol

Es un valle profundo y grande en la ladera occidental de la cresta sur de la montaña Jirisan, donde se juntan varios arroyos. Aquí es donde la organización Gyeongsangnam-do de la Fuerza Guerrillera del Pueblo Coreano fue completamente destruida en enero de 1952, y Bitjeomgol, donde murió Lee Hyeon-sang, también está cerca, por lo que se lo conoce como el "Sitio de la Masacre de la Guerrillera", el "Valle de la Sangre" y el "Valle del Resentimiento".  Tiene un significado simbólico, como el que se celebró en Daeseonggol en 2004, cuando miembros del Ejército Guerrillero Popular de Corea se reunieron para celebrar un evento llamado "Ceremonia en Memoria de los Mártires de la Unificación Patriótica del Sur". 
- Bitjeomgol

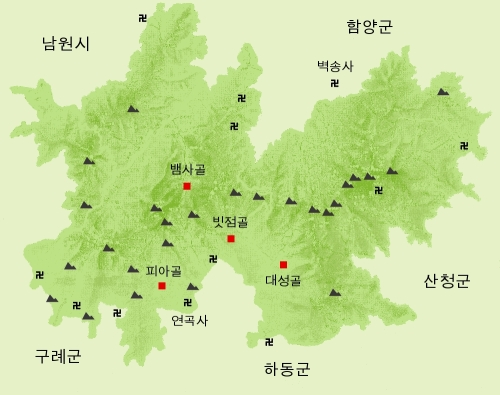
Ubicación de los escondites principales de Jirisan (en rojo)

Es un valle entre Byeoksoryeong y Tokkibong en la cresta sur de Jirisan. Se encuentra en la parte central de la montaña Jirisan y pertenece administrativamente a Hadong-gun, Gyeongsangnam-do. Este cadáver fue encontrado en esta zona destrozada. Originalmente era un valle profundo escondido en un lugar que no era fácil de encontrar, ya que era el lugar que Lee Hyeon-sang usaba como escondite después de que la situación se volviera extremadamente desfavorable, pero recientemente, se construyó una ruta de senderismo hasta Bitjeomgol.
- Templo Byeoksongsa

El templo Byeoksongsa en Macheon-myeon, Hamnyam-gun, Gyeongnam, famoso por sus jangseung (tótems) de madera, es un templo de la orden Jogye del budismo coreano y está ubicado cerca del valle de Chilseon, que representa la región norte de la montaña Jirisan. Fue utilizado como hospital de campaña por las Fuerzas Guerrilleras Populares de Corea durante la Guerra de Corea, pero fue completamente incendiado durante una batalla con la fuerza punitiva.  Actualmente, se ha construido un nuevo edificio debajo del sitio original del Templo Byeoksongsa, que fue construido durante el reinado del Rey Jungjong de Joseon .
- Templo de Beopgyesa

El templo Beopgyesa en Sancheong-gun, provincia de Gyeongnam, es un templo de la orden Jogye del budismo coreano, y está ubicado en la carretera que baja del pico Cheonwangbong a Jungsan-ri. La pagoda de piedra de tres pisos del templo Beopgyesa está designada como Tesoro Nº 473. Allí se encontraba la sede de la Guerrilla Provincial de Gyeongnam del Partido de los Trabajadores de Corea del Sur.

## Cronologia
| Tiempo     | Ejercito Guerrillero Popular                                                    | Corea del Sur                                                                      | República Popular Democrática de Corea                                               |
| ---------- | ------------------------------------------------------------------------------- | ---------------------------------------------------------------------------------- | ------------------------------------------------------------------------------------ |
| 1946.10.01 |                                                                                 | Levantamiento de otoño de 1946                                                     |                                                                                      |
| 1948.02.07 |                                                                                 | Incidente 2·7                                                                      |                                                                                      |
| 1948.04.03 |                                                                                 | Incidente de Jeju 4 * 3                                                            |                                                                                      |
| 1948.05.10 |                                                                                 | La Asamblea Constitucional de la República de Corea celebra elecciones generales   |                                                                                      |
| 1948.08.15 |                                                                                 | Establecimiento del Gobierno de la República de Corea                              | Se celebraron elecciones de diputados a la Primera Asamblea Popular Suprema          |
| 1948.09.09 |                                                                                 |                                                                                    | Establecimiento del Gobierno de la República Popular Democrática de Corea            |
| 1948.10.19 |                                                                                 | Se produjo el incidente de Yeosu-Suncheon                                          |                                                                                      |
| 1949.04.09 | La muerte de Kim Ji-hoe (Yeosun se rebela)                                      |                                                                                    |                                                                                      |
| 1949.06.25 |                                                                                 |                                                                                    | Formación del Frente Democrático para la Reunificación de la Patria                  |
| 1949.06.30 |                                                                                 |                                                                                    | Formación del Partido de los Trabajadores de Corea                                   |
| 1949.07.00 | Creación del Ejército Guerrillero Popular de Corea                              |                                                                                    |                                                                                      |
| 1949.09.28 |                                                                                 | Establecimiento del Comando de Combate del Distrito de Jirisan                     |                                                                                      |
| 1950.06.25 |                                                                                 | El estallido de la guerra de Corea                                                 | El estallido de la guerra de Corea                                                   |
| 1950.06.28 |                                                                                 |                                                                                    | Seúl Ocupada                                                                         |
| 1950.09.28 | Creación del Cuartel General de Gyeongnam                                       | Seúl Recuperada                                                                    |                                                                                      |
| 1950.10.05 | Establecimiento del Cuartel General de Jeonnam                                  |                                                                                    |                                                                                      |
| 1950.10.25 |                                                                                 |                                                                                    | El Ejército Popular Voluntario de China participa en la guerra                       |
| 1950.11.10 | Reorganización Independiente de la 4.ª Zona (Ejército del Sur)                  |                                                                                    |                                                                                      |
| 1951.04.00 |                                                                                 |                                                                                    | Establecimiento del Comando Guerrillero del Ejército Popular de Corea                |
| 1951.05.26 | Ataque a Cheongju (Ejército del Sur)                                            |                                                                                    |                                                                                      |
| 1951.07.00 | Conferencia de seis Camarillas (Ejército del Sur)                               |                                                                                    |                                                                                      |
| 1951.08.00 |                                                                                 |                                                                                    | Adopción de la Decisión No. 94                                                       |
| 1951.10.12 |                                                                                 | Creación de la Unidad Jabalí                                                       |                                                                                      |
| 1951.11.26 |                                                                                 | Establecimiento del Comando de Guerra de la Noche Blanca                           |                                                                                      |
| 1951.12.01 |                                                                                 | Comienza la operación de captura de ratas del Comando de Guerra de la Noche Blanca |                                                                                      |
| 1952.02.00 | Fallece Park Jong-geun (Unidad Guerrillera Provincial de Gyeongbuk)             | Operación de captura de ratas del Comando de Guerra de la Noche Blanca completada  | Adopción de la Decisión No. 111                                                      |
| 1952.05.00 | Creación de la guerrilla del 5to Distrito                                       |                                                                                    |                                                                                      |
| 1952.08.05 |                                                                                 | Se celebran las segundas elecciones presidenciales                                 |                                                                                      |
| 1953.01.00 | Muerte de Park Young-bal (Unidad Guerrillera de la Provincia de Jeonnam)        |                                                                                    |                                                                                      |
| 1953.04.18 |                                                                                 | Creación de la Fuerza de Policía de Combate del Distrito Suroeste                  |                                                                                      |
| 1953.07.27 |                                                                                 | Armisticio de la Guerra de Corea                                                   | Armisticio de la Guerra de Corea                                                     |
| 1953.08.07 |                                                                                 |                                                                                    | Se anuncian los resultados del caso de espionaje de Park Heon-young y Lee Seung-yeop |
| 1953.09.05 | Desmantelamiento de la Guerrilla del 5to Distrito                               |                                                                                    |                                                                                      |
| 1953.09.17 | Muerte de Lee Hyun-sang (Ejército del Sur)                                      |                                                                                    |                                                                                      |
| 1954.01.00 | Muerte de Bang Jun-pyo (Unidad Guerrillera de la Provincia de Jeolla del Norte) |                                                                                    |                                                                                      |
| 1954.04.05 | Kim Sun-woo murió (campocorto Jeonnam Do-dang)                                  |                                                                                    |                                                                                      |
| 1955.04.01 |                                                                                 | Se levanta la prohibición de entrada a la montaña Jirisan                          |                                                                                      |
| 1963.11.12 | El último partisano, Jeong Sun-deok, es arrestado.                              | Limpieza completa de partisanos                                                    |                                                                                      |

## Evaluación y opiniones

### Corea del Sur
En Corea del Sur, cualquier mención del Ejército Guerrillero Popular de Corea era tabú hasta la Guerra de Junio . La única excepción fue la compilación de registros de combate con el propósito de estudiar la historia del combate. La película anticomunista Piagol (1955), que retrataba a las Fuerzas Guerrilleras Populares de Corea de una manera brutal, también tuvo dificultades con la censura, y aparece con una técnica muy sugerente en el poema Azalea Mountains and Rivers (1959) de Shin Dong-yeop . Después, durante la Tercera y la Cuarta República, el anticomunismo se intensificó, haciendo casi imposible arrojar luz sobre otras perspectivas.
Desde el punto de vista académico, el estudio de Kim Nam- sik de 1984 sobre el Partido de los Trabajadores de Corea del Sur se considera el primer estudio sobre el Ejército Guerrillero Popular de Corea que rompe con la perspectiva de la Guerra Fría. En 1987, se estableció la VI República como resultado de la Lucha de Junio, y con la popularidad de " Las montañas Taebaek " de Jo Jeong-rae y las memorias de Lee Tae "Nambugun", los testimonios de los sobrevivientes comenzaron a hacerse públicos en forma de memorias, lo que llevó al surgimiento de registros desde varias perspectivas. 

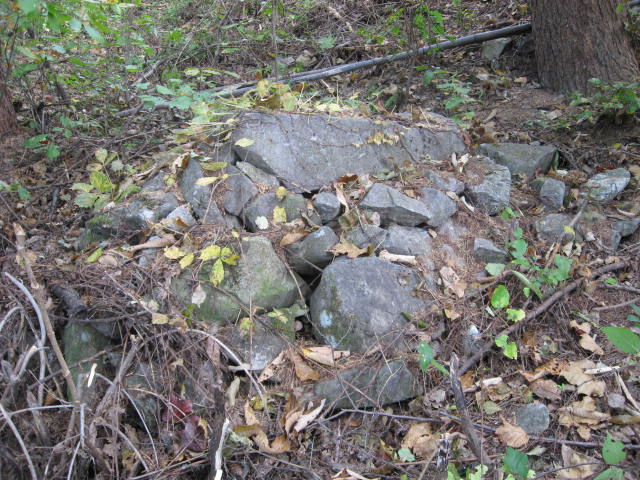
Tumba de la guerrilla anónima en Jirisan

La perspectiva cálida que surgió con el debilitamiento del sistema de la Guerra Fría todavía coexiste con la visión que critica al Ejército Guerrillero Popular de Corea como aventurerismo de extrema izquierda o lo ve como un enemigo del Estado que debe ser exterminado como en el pasado. La provincia de Gyeongsangnam-do inauguró la Sala de Exposiciones Jirisan sobre la Represión de la Guerrilla en Sancheong-gun en 2001. Esta sala restaura el escondite de la Fuerza Guerrillera del Pueblo Coreano y exhibe materiales y maquetas reales. Sin embargo, la 39.ª División y otras autoridades militares expresaron su descontento con los términos «guerrilla», «guerrilla comunista» y «represión» en el nombre de la sala, lo que generó controversia durante su creación.  Este incidente demostró que en Corea del Sur existen opiniones encontradas sobre el Ejército Guerrillero Popular de Corea.
A veces, hubo enfrentamientos entre diferentes opiniones, como se expresó en 2006, cuando un profesor de la región de Jeollabuk-do condujo a estudiantes de secundaria a la llamada "Ceremonia Conmemorativa de los Partisanos". En ese momento, cuando el Chosun Ilbo publicó artículos críticos uno tras otro, el partido de oposición los refutó como una teoría del color y una caza de brujas, y se produjo un debate.   Un caso similar es el del cementerio del Parque Yeonhwa en la ciudad de Paju, que contenía a seis prisioneros de conciencia de larga condena, entre ellos Ryu Nak-jin, que era miembro activo de la Fuerza Guerrillera del Pueblo Coreano, y fue destruido y sus restos fueron reubicados en 2005 después de las críticas de que estaba "pisoteando el sistema democrático liberal ". 

### Corea del Norte
La República Popular Democrática de Corea ha tratado bien y con gran respeto a las Fuerzas Guerrilleras Populares de Corea, llamándolas aparentemente "combatientes de la República Popular". Lee Hyun-sang, quien dirigió el Ejército del Sur, fue la primera persona en recibir el título de Mártir Patriótico de la República Popular Democrática de Corea y fue galardonado póstumamente con el Premio de la Reunificación de la Patria . 
Sin embargo, también mostró una visión fría hacia el liderazgo del Ejército Guerrillero Popular de Corea, ya que la Decisión No. 94 adoptada el 31 de agosto de 1951 criticó el "fracaso de resultados decisivos en el trabajo guerrillero después de la guerra".  Esta visión se consolidó aún más como resultado de la purga de Pak Hon-yong y Lee Seung-yeop, quienes concluyeron que los principales líderes del Ejército Guerrillero Popular de Corea, junto con Pak Hon-yong, eran espías estadounidenses como parte de la purga de las facciones de oposición de Kim Il-sung. Debido a la división y la dificultad para recopilar datos, la investigación académica norcoreana sobre las actividades guerrilleras durante la Guerra de Corea está más concentrada en la zona al norte del paralelo 38 .

## Registros y obras de arte relacionados

### Corea del Sur
A continuación se presentan las principales obras literarias y artísticas relacionadas con el Ejército Guerrillero Popular de Corea en Corea del Sur.
Datos primarios de las Fuerzas Guerrilleras Populares de Corea
- «Recopilación de datos de guerrilla», Instituto de Investigación Cultural Asiática de la Universidad Hallym, 1996.

Literatura militar
- «Historia de la represión a los comunistas», Cuartel General del Ejército de la República de Corea, 1954.
- «Historia del Partido Comunista», Cuartel General del Ejército de la República de Corea, 1971.
- «Guerra irregular», Ministerio de Defensa Nacional de la República de Corea, 1988.

Memorias de una persona de la Fuerza Expedicionaria
- Cha Gil-jin, «Diario de Cha Il-hyeok, el capitán de la unidad de supresión de guerrillas», Kirinwon, 1990.
- Kim Du-un, República Jirisan, Shinsedae Publishing, 1991.
- Baek Seon-yeop, "Registros reales de Jirisan", Goryeowon, 1992.

Memorias o biografías de ex guerrilleros
- Lee Tae, "Nambugun", Dure, 1988.ISBN 9788974430580
- Kim San, "Guerrilla femenina", Changjak Art Publishing, 1988.
- Lee Young-sik, “Partisano”, Haengrim Publishing, 1988.
- Jeong Chung-je, "Sillok Jeong Sun-deok", Daejehak, 1989.
- Kim Young, Armas y lirios, Buenos Libros, 1989.
- Choi Tae-hwan y Park Hye-gang, Retrato de un joven revolucionario, Comunidad, 1989.
- Jeong Ji-ah, La hija del partisano, Silcheonmunhaksa, 1990.ISBN 8991071112 (Reedición)
- Kim Young, “El cuaderno de la jaula de hierro de la guerrilla”, Hankyoreh, 1990.
- Kim Se-won, Ritmo, trabajo y juego, 1993.
- Asociación de Investigación de la Historia de Corea, Grupo de Testimonios de Historia Moderna, “El viaje inacabado”, Daedong, 1996.
- An Jae-seong, biografía de Lee Hyeon-sang, Silcheonmunhaksa, 2007.ISBN 9788939205840

Novelas
- Lee Byeong-ju, Jirisan, Seunmunhwasa, 1978.
- Kim Won-il, Valle de Invierno, Minumsa, 1986.
- Jo Jeong-rae, Montañas Taebaek, Haenaem, 1987.ISBN 9788973377947
- Kwon Un-sang, Zona de liberación oxidada, Baeksan Seodang, 1989.ISBN 5000032594
- Noh Ga-won, Namdobu, Monthly Mal, 1993.
- Kim Joo-young, «El sonido del trueno», Moonidang, 2000
- Yoo Ki-soo, “Partisan”, Asociación de Escritores de Corea, 2002.
- Shin Jin-tak, Baekdudaegan, Jeongeun Publishing, 2005.ISBN 8958240407
- Jeong Gwan-ho, «Namdo Guerilla», Magic House, 2008.ISBN 9788996037996

libro cómico
- Park Geon-woong, “Flor”, Saemanhwa Books, 2004.ISBN 9788990781215

Poesía
- Oh Bong-ok, Jirisan Reeds, Changbi Publishing, 1988.ISBN 9788936420697
- Lee Won-gyu, Carta de un guerrillero, Cheongsa, 1990.
- Ando Seop, Ah, el paralelo 38, Cheonwoo, 2007.ISBN 9788979543193

película
- Lee Kang-cheon, Piagol, 1955.
- Kim Soo-yong, Incendio forestal, 1977.
- Yu Hyeon-mok, 《Temporada de lluvias》, 1979.
- Jeong Ji-yeong, 《Ejército del Sur》, 1990.
- Im Kwon-taek, Montañas Taebaek, 1994.
- Kim Dong-won, « Repatriación », 2003.
- Kim Jin-yeol, El guerrero olvidado, 2004.

teatro
《Carro de flores de arroz》, Grupo de juego Handure, 2002.
drama
- 《 Ojos del amanecer 》, Munhwa Broadcasting Corporation, 1991~1992.

### Corea del Norte

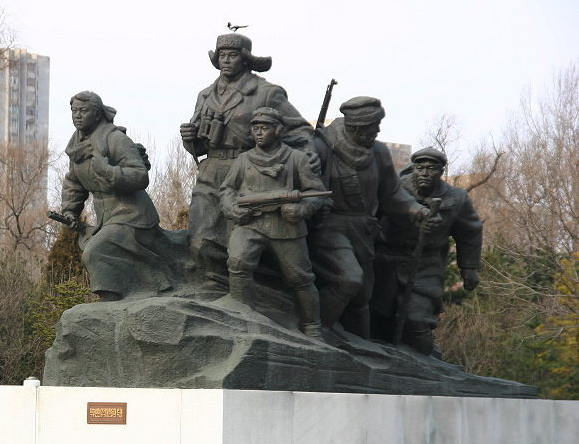
La lucha de las Fuerzas Guerrilleras Populares tras el enemigo

En el campo de la literatura, desde la aparición de obras que representan las luchas del Ejército Guerrillero Popular de Corea como parte de la literatura bélica durante la Guerra de Corea  se han publicado constantemente novelas largas que presentan a prisioneros de larga condena que fueron repatriados como guerrilleros. Un ejemplo del primero es el poema de Im Hwa “Cuando regreso a la base” (1952), que describe la isla de Jeju como “la isla de los héroes” y a Jirisan como “la línea de batalla inquebrantable”, y un ejemplo representativo de este último es “El Galbeom de Jirisan”, que comenzó a publicarse en 2002. 
El Monumento a la Victoria de la Guerra de Liberación de la Patria construido en Pyongyang tiene una escultura titulada “La lucha de las guerrillas populares tras las líneas enemigas”. Esta escultura, creada en forma de grupo, representa a mujeres, ancianos y niños como guerrilleros, enfatizando que personas de todas las edades y géneros participaron en las Fuerzas Guerrilleras Populares de Corea.
A principios de la década de 1960, se produjo una película y una ópera con Jeong Sun-deok, quien había permanecido en Jirisan hasta entonces, como personaje principal.  Entre la serie de películas de arte de varias partes “ Nación y destino ”, la parte sobre Lee Jeong-mo, que describe las actividades y el encarcelamiento de Lee In-mo durante la Guerra de Corea, se convirtió en una trilogía y se estrenó con gran popularidad. 

## Álbum de fotos

Sala de exposiciones de reliquias de Jirisan Chunghontap
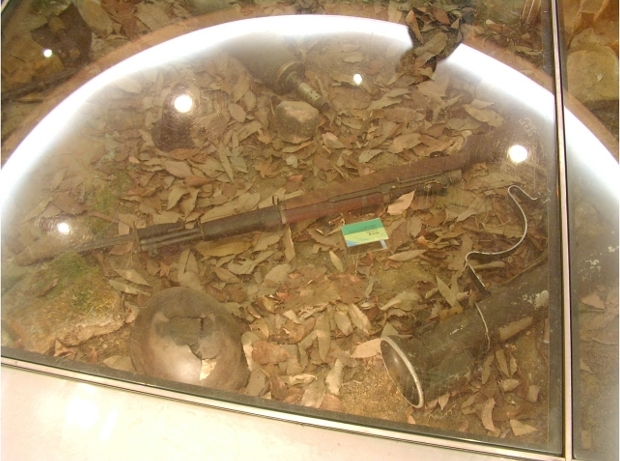
pistola
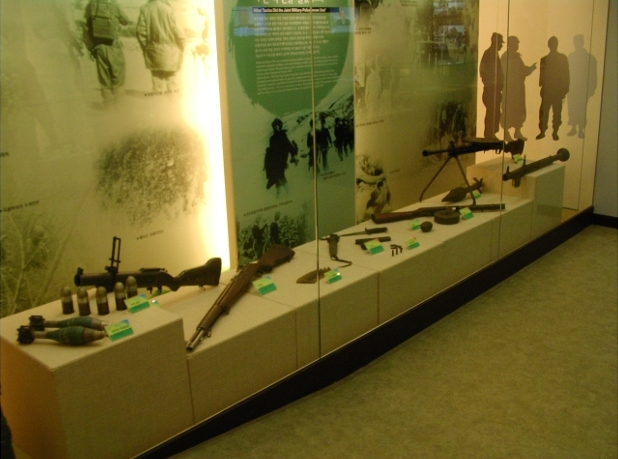
Armas y armas
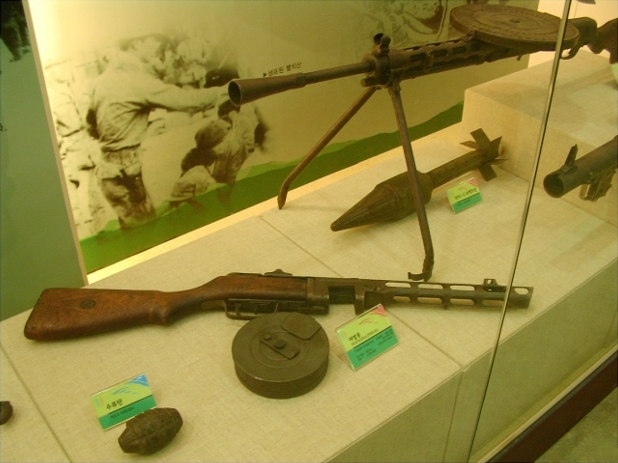
Subfusil
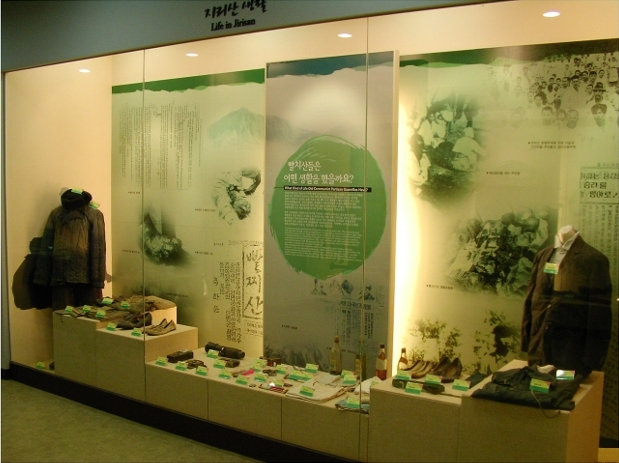
Ropa y artículos para el hogar

Sala de exposiciones sobre la represión de la guerrilla en Jirisan
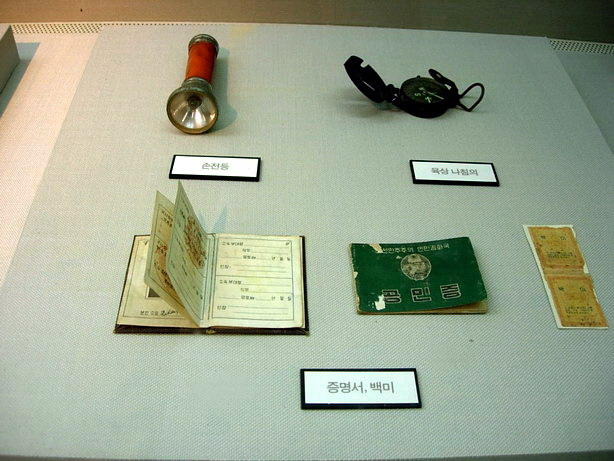
Certificados y equipo personal
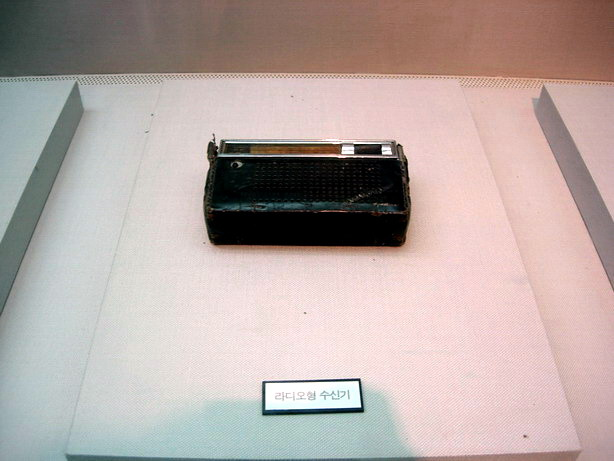
equipo receptor
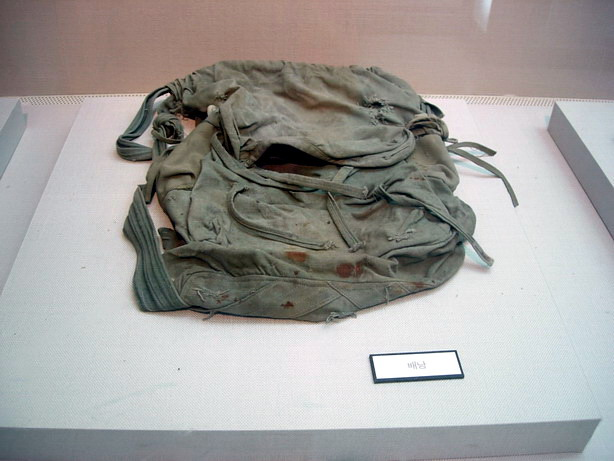
mochila
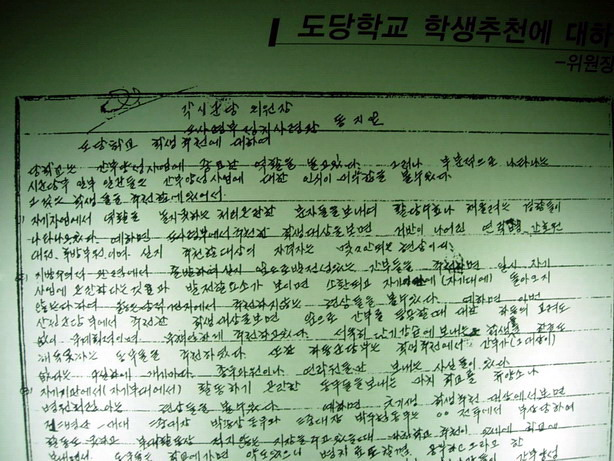
Documento

Comando Guerrillero Hoemunsan
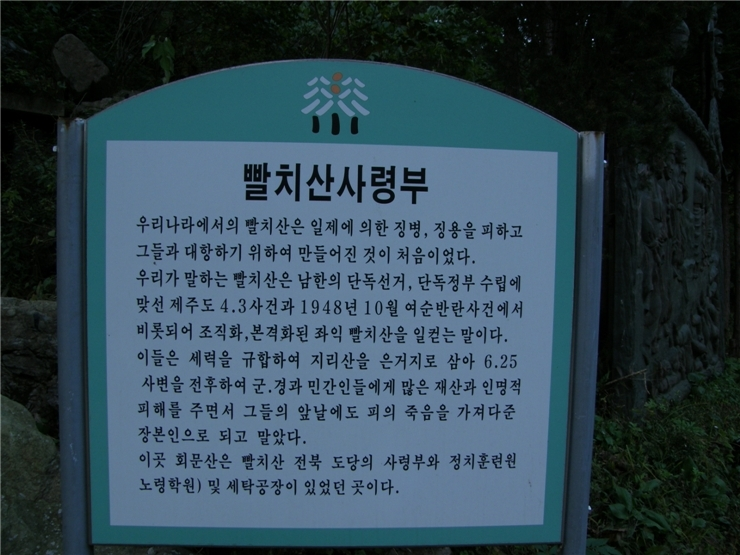
Guía
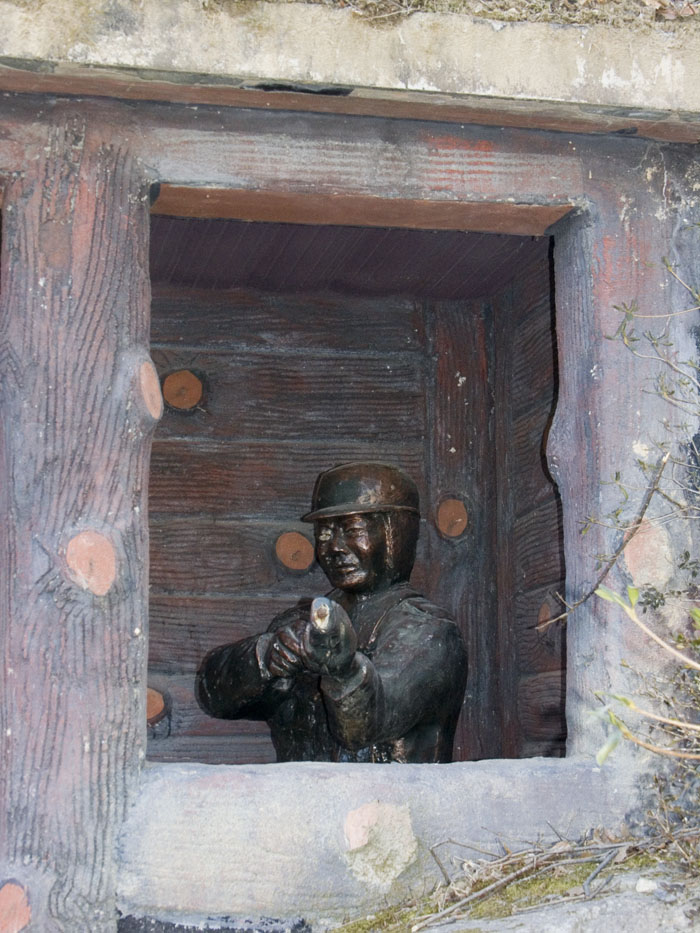
Modelo de puesto avanzado
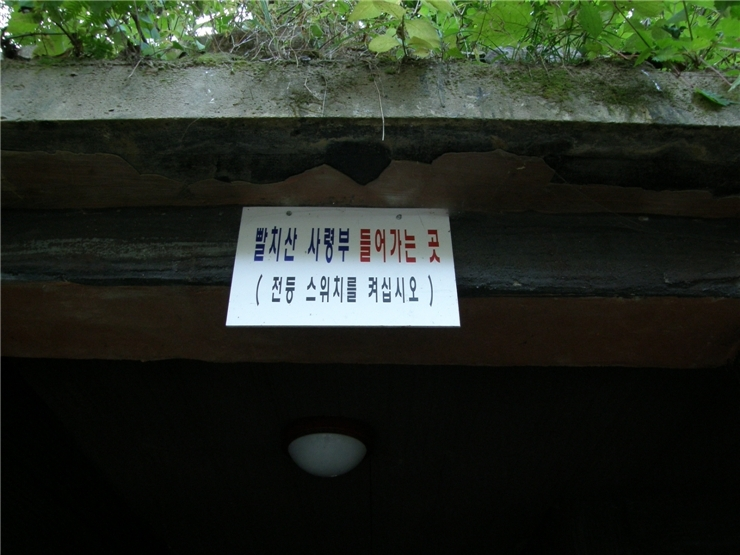
Entrada al escondite
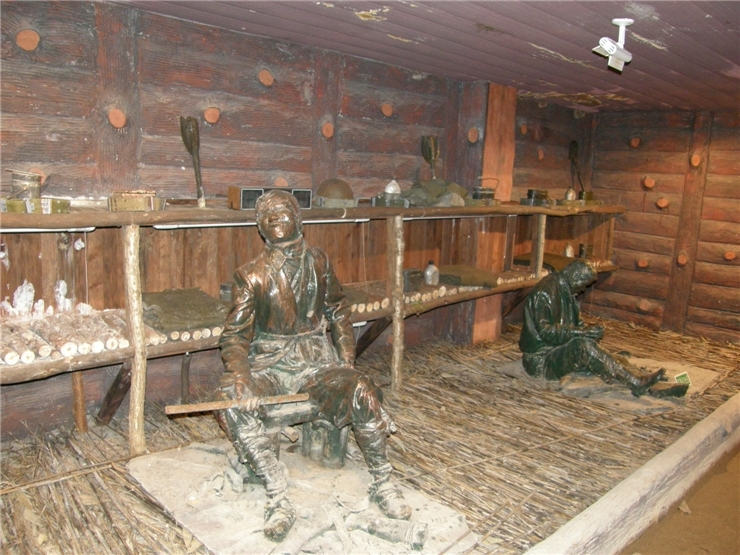
Dentro del escondite

## Vease tambien
- Guerra de Corea
- Jirisan
- Partido de los Trabajadores de Corea del Sur